# Courçay
Vous lisez un « bon article » labellisé en 2017.
Pour l’article ayant un titre homophone, voir Courçais.
Courçay (prononcé /kuʁsɛ/) est une commune française située dans le département d'Indre-et-Loire, en région Centre-Val de Loire.
Sa situation particulière dans un lieu où la vallée de l'Indre est nettement resserrée expose le bourg aux risques de crues de la rivière, mais les escarpements ainsi sculptés par l'érosion forment un paysage unique en Touraine. Ces « rochers de Courçay » sont d'ailleurs parmi les sites du territoire où une occupation humaine est attestée dès le Néolithique. La Tène et l'Antiquité sont également représentées par des vestiges archéologiques. Au Moyen Âge, Courçay devient le siège d'une importante prévôté. Pendant la Seconde Guerre mondiale, la position de Courçay, en zone occupée à proximité de la ligne de démarcation, favorise les tentatives de passages clandestins.
Après une longue période, entre le début du XIXe siècle et la fin des années 1970, pendant laquelle sa population diminue continuellement, Courçay regagne ensuite des habitants grâce à l'attractivité et la proximité de la métropole tourangelle ; sa population s'établit à 825 habitants en 2022 . L'agriculture garde une place non négligeable dans l'économie locale — la production de semences de maïs occupe plusieurs dizaines d'hectares —, à laquelle aucune entreprise de grande taille ne participe.
L'église Saint-Urbain de Courçay, caractéristique de l'architecture romane, est inscrite au titre des monuments historiques et plusieurs manoirs remarquables sont implantés sur les plateaux de part et d'autre de l'Indre. Les moulins de Courçay, qu'ils aient servi à l'industrie papetière florissante au XVIe siècle ou à la minoterie, font également partie intégrante du patrimoine architectural et historique de la commune, bien qu'ils soient tous désaffectés. Le patrimoine naturel, mais aussi culturel, de Courçay repose en grande partie sur le site des rochers de Courçay qui accueille au début du XXe siècle les représentations du « Théâtre de la Nature », manifestation régionaliste inspirée du Théâtre du Peuple vosgien. Pour autant, ces spectacles ne survivent pas à la Première Guerre mondiale et le site naturel perd peu à peu de son caractère bien qu'il soit inscrit depuis 1942. Une ZNIEFF et un site du réseau Natura 2000 intègrent une partie du territoire communal. Albert Dieudonné, qui connut la gloire en jouant le rôle de Napoléon Ier sous la direction d'Abel Gance, repose au cimetière de Courçay.

## Géographie

### Localisation et communes limitrophes
Courçay est une commune située dans la vallée de l'Indre, à 21,5 km au sud-est de Tours, préfecture du département d'Indre-et-Loire. Bléré, bureau centralisateur de son canton, se trouve à 12 km dans l'est-nord-est. Courçay est rattachée à l'aire urbaine et au bassin d'emploi de Tours, mais au bassin de vie d'Esvres, commune située à 7,9 km dans l'ouest-nord-ouest,.
Les distances sont exprimées « à vol d'oiseau », de chef-lieu communal à chef-lieu communal.
| - OpenStreetMap Limite communale de Courçay. - Courçay et ses communes limitrophes.. - Courçay (en rouge) dans le canton de Bléré (en vert). |

| Truyes               |         | Athée-sur-Cher    |
| Cormery              | Courçay | Cigogné           |
| Tauxigny-Saint-Bauld |         | Reignac-sur-Indre |

### Géologie et relief

Carte géologique de Courçay,.
Bourg et limites communales
Colluvions de versant d'origine crétacée (c4-6S)
Calcaire lacustre éocène (e7)
Sables grossiers argileux (Rm3-p)
Limons des plateaux quaternaires (LP)
Sables éoliens (N)
Alluvions fluviatiles modernes (Fx)
Alluvions fluviatiles récentes (Fz)

Sur le plan géologique, la Touraine du sud se caractérise par des dépôts sédimentaires successifs résultant d'avancées maritimes multiples à partir du Crétacé supérieur.
Toutefois, ces strates crétacées (différents types de tuffeau) n'affleurent presque pas sur le territoire de la commune. Elles ne se rencontrent que sur les versants de la vallée de l'Indre, mises à nu par l'érosion, sous forme de colluvions d'argiles à silex datant du Sénonien supérieur (c4-6S). Sur le plateau, elles sont recouvertes au Ludien par le calcaire lacustre qui caractérise la Champeigne tourangelle (e7), ici fréquemment meuliérisé. Cette couche est ensuite elle-même recouverte au Quaternaire par diverses formations d'origine éolienne : limon des plateaux (LP) surtout au sud de l'Indre, sables grossiers argileux (Rm3-p) ou sables éoliens (N) par places. Le fond de la vallée est tapissé d'alluvions modernes (Fx) ou récentes (Fz) apportées par la rivière.
Le territoire communal affecte la forme d'un rectangle très allongé du nord au sud, coupé en deux parties à peu près égales par la vallée de l'Indre. L'altitude du plateau, de part et d'autre de la rivière, est d'environ 90 m, culminant à 99 m au sud, alors que l'Indre a creusé une vallée encaissée et très resserrée au niveau du chef-lieu communal et dont l'altitude n'est plus que de 57 m quand la rivière s'engage sur la commune de Cormery. La vallée de l'Indre, qui mesure 600 m de largeur à l'est du territoire de Courçay, n'en mesure plus que 200 au niveau du bourg lui-même, avec un dénivelé d'une trentaine de mètres par rapport à la crête du coteau, avant de s'élargir à nouveau en aval, vers Cormery.
Avec 2 477 ha, quand la surface moyenne d'une commune française est de 1 488 ha, Courçay est une commune de grande taille.

### Hydrographie

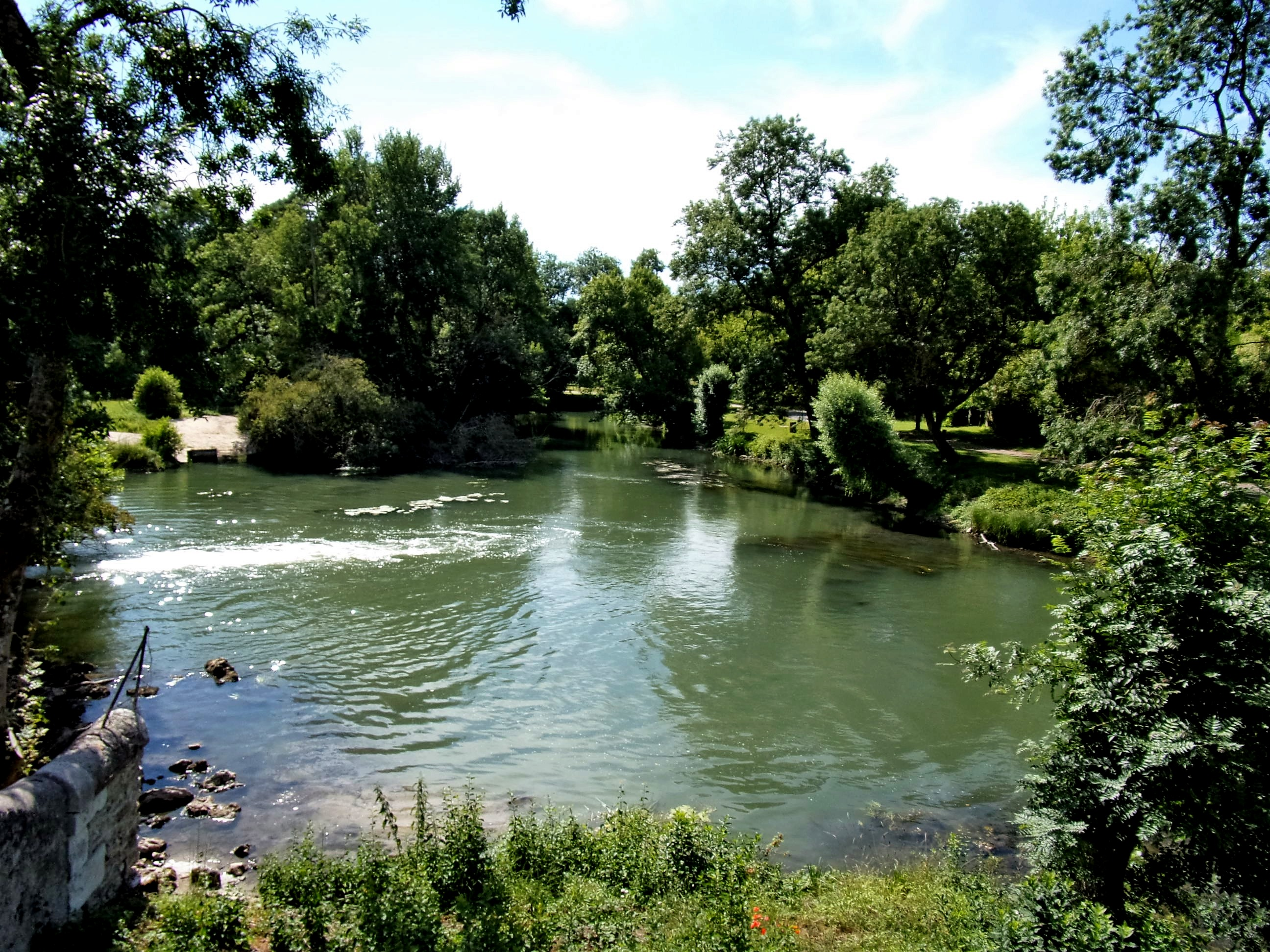
L'Indre en aval du pont de Courçay.

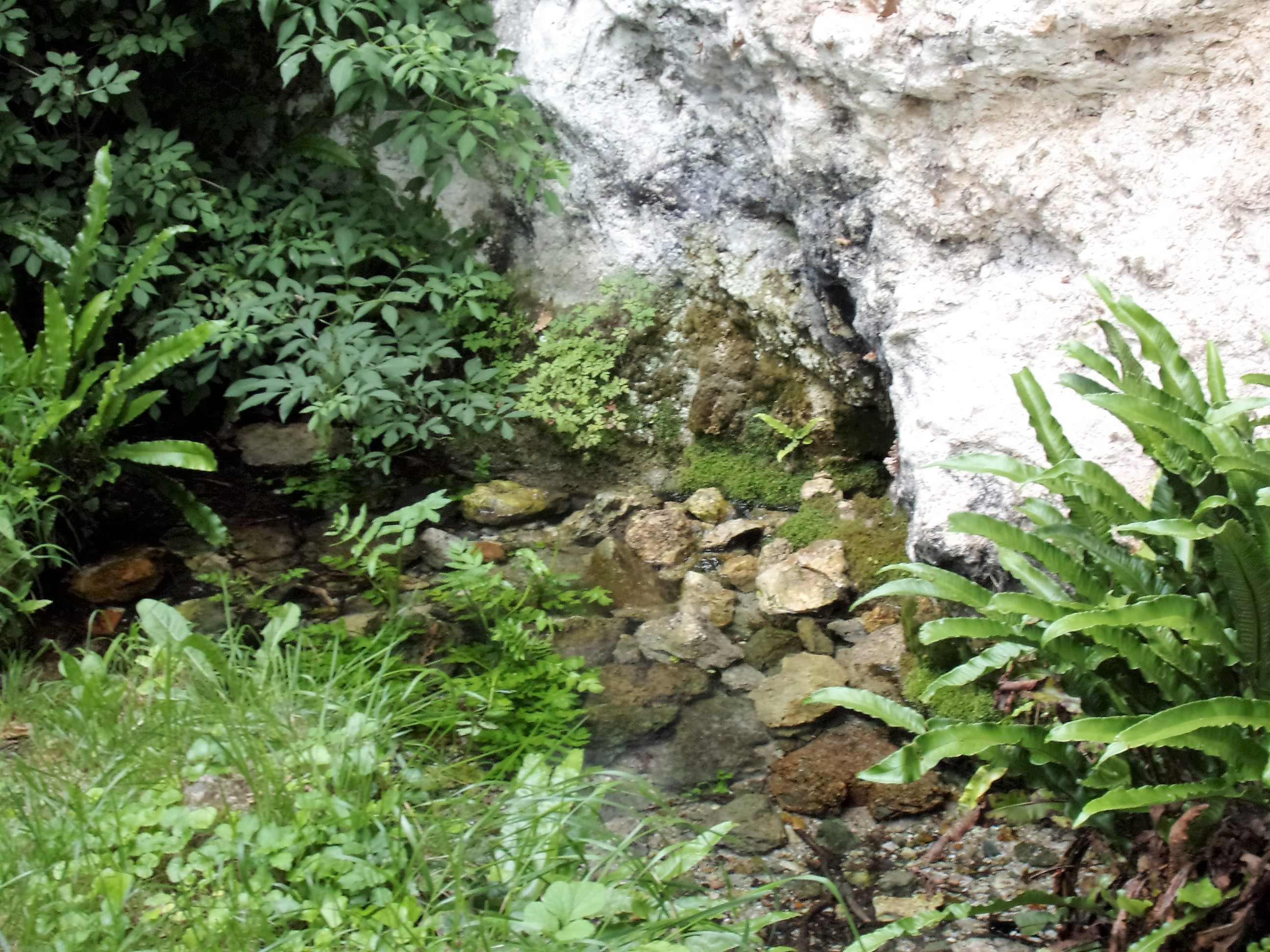
Source au pied des rochers.

Le territoire communal est arrosé par la rivière Indre, seul cours d'eau permanent présent sur la commune. Les crues de cette rivière sont de type inondation de plaine, menaçant les secteurs de Courçay bâtis au plus près du cours d'eau.
Le réseau hydrographique de surface est complété par un réseau souterrain exploitant les multiples cavités karstiques creusées dans le calcaire lacustre meuliérisé ; de nombreuses sources, au pied du coteau qui surplombe la rive droite de l'Indre, ne sont que les exsurgences des eaux de pluie qui s'infiltrent dans le sol du plateau et atteignent l'aquifère karstique. Ces eaux, fortement chargées en carbonate de calcium, forment d'importantes concrétions à leur arrivée à l'air libre, soit sous forme de gouttières dont les lèvres s'accroissent au fur et à mesure des dépôts, soit sous forme de « champignons », par un processus comparable à la formation des stalagmites. Sur la rive gauche, les eaux de ruissellement se perdent dans les anfractuosités du sol ou sont recueillies dans des dolines.

### Paysages naturels

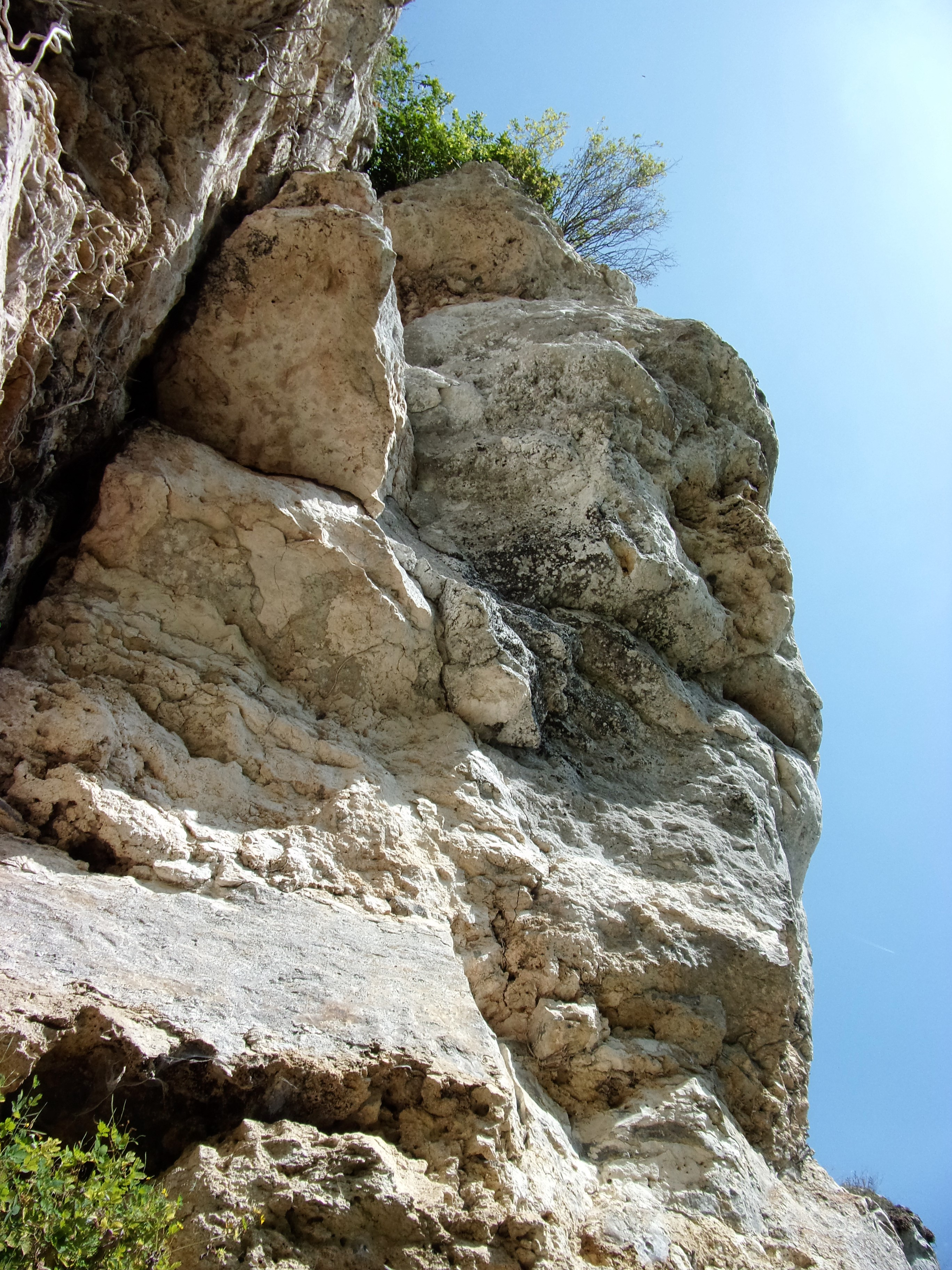
Rochers de Courçay.

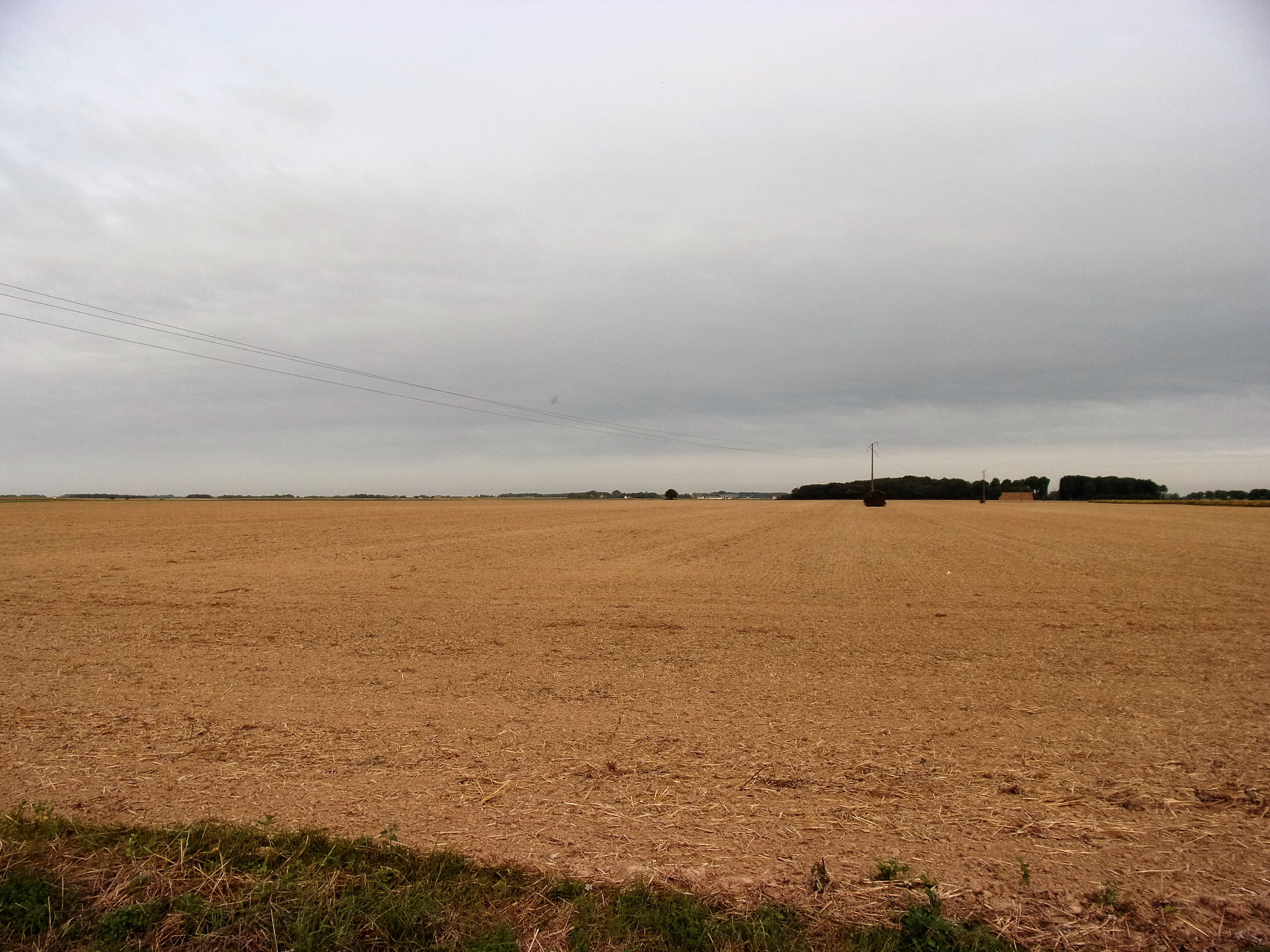
Paysage de Champeigne au sud de Courçay.

Les plateaux, de part et d'autre de l'Indre, présentent des physionomies bien différentes. Dans la moitié sud du territoire dominent de grandes parcelles à vocation céréalière. Au nord, les zones incultes sont plus nombreuses et la plus grande partie des espaces boisés de la commune s'y trouve concentrée. Ces derniers, quand il s'agit de plantations de pin sylvestre, ont souvent remplacé la vigne détruite par le phylloxéra dans les années 1880. Les bois de feuillus représentent, quant à eux, les vestiges de la forêt de Bréchenay, défrichée au Moyen Âge ; cette forêt s'étendait entre l'Indre et le Cher depuis Athée-sur-Cher et Cigogné à l'est jusqu'aux abords de Tours à l'ouest,. Les caractéristiques géologiques, topographiques et agronomiques de ces deux plateaux, ainsi que leur végétation, inscrivent la commune dans la région naturelle et historique de la Champeigne tourangelle.
Les coteaux de la vallée de l'Indre se sont spontanément reboisés à partir du XXe siècle après que les troupeaux de chèvres et de moutons qui les entretenaient ont disparu ; ils étaient jusqu'alors couverts d'une végétation basse de pâtis et d'arbustes épars. C'est principalement sur la rive droite de l'Indre, en amont immédiat du bourg de Courçay, que le calcaire lacustre meuliérisé qui affleure sur les pentes avec même parfois des phénomènes de surplomb compose un paysage connu sous la dénomination moderne des « rochers de Courçay ». L'érosion de l'Indre dans la concavité d'une courbe de la rivière en est responsable. Le même paysage se retrouve en aval dans le vallon de Bordebure qui se prolonge vers Truyes sur la rive droite ou, sur la rive gauche mais sur la commune de Cormery, au niveau du « Rocher de la Pinone ».
Dans sa partie la plus large, le lit majeur de l'Indre est occupé par des prairies permanentes et des peupleraies, fréquemment inondées en période de crue.

### Climat
Pour des articles plus généraux, voir Climat du Centre-Val de Loire et Climat d'Indre-et-Loire.
En 2010, le climat de la commune est de type climat océanique dégradé des plaines du Centre et du Nord, selon une étude du CNRS s'appuyant sur une série de données couvrant la période 1971-2000. En 2020, Météo-France publie une typologie des climats de la France métropolitaine dans laquelle la commune est exposée à un climat océanique altéré et est dans la région climatique Moyenne vallée de la Loire, caractérisée par une bonne insolation (1 850 h/an) et un été peu pluvieux.
Pour la période 1971-2000, la température annuelle moyenne est de 11,1 °C, avec une amplitude thermique annuelle de 14,8 °C. Le cumul annuel moyen de précipitations est de 684 mm, avec 10,9 jours de précipitations en janvier et 6,7 jours en juillet. Pour la période 1991-2020, la température moyenne annuelle observée sur la station météorologique de Météo-France la plus proche, « Reignac », sur la commune de Reignac-sur-Indre à 4 km à vol d'oiseau, est de 12,1 °C et le cumul annuel moyen de précipitations est de 668,5 mm,. Pour l'avenir, les paramètres climatiques de la commune estimés pour 2050 selon différents scénarios d'émission de gaz à effet de serre sont consultables sur un site dédié publié par Météo-France en novembre 2022.

### Voies de communication et transports

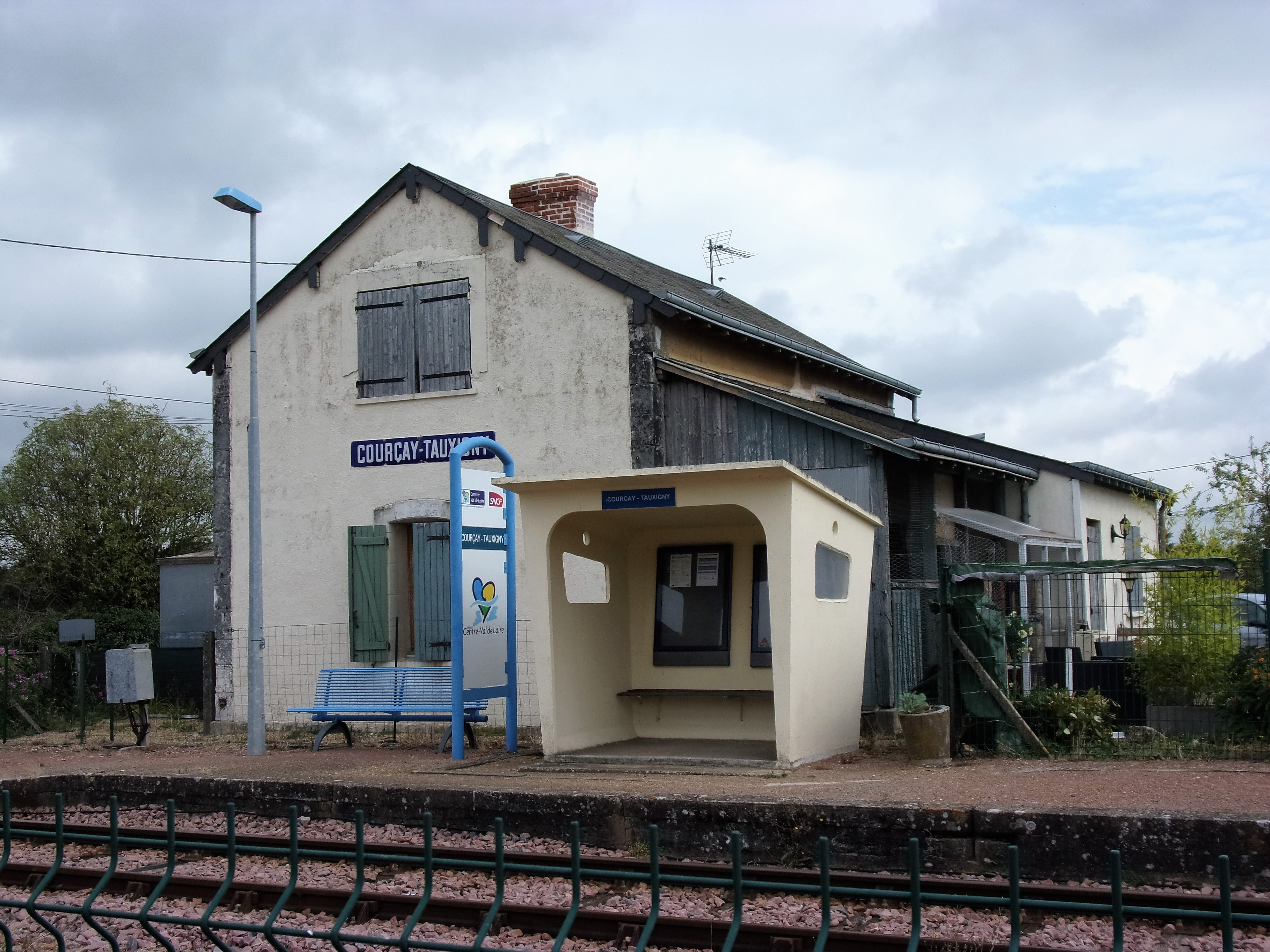
Halte SNCF de Courçay - Tauxigny.

#### Infrastructures routières
Deux routes, orientées du nord-ouest au sud-est, desservent principalement Courçay. La D 17, sinueuse, va d'Azay-le-Rideau à Chambourg-sur-Indre en suivant la vallée de l'Indre et toutes les communes bâties sur les rives de la rivière. Au sud du finage de Courçay sur le plateau, la D 943, ancienne N 143 déclassée, va de Tours à Loches puis Châteauroux et Montluçon. Croisant les précédentes à angle droit et passant par le chef-lieu communal de Courçay, la D 83 relie Tauxigny à Cigogné. Les sorties no 10 et 11 de l'autoroute A 85 (Angers-Vierzon) se trouvent à environ 10 km de Courçay.

#### Itinéraires touristiques
L'« Indre à vélo » est un itinéraire touristique permettant aux cyclistes de couvrir le patrimoine, d'Azay-le-Rideau à Jeu-les-Bois. Il emprunte notamment la route qui, de Reignac-sur-Indre à Truyes, passe par la rive droite de l'Indre à Courçay.
Le sentier de grande randonnée 46 qui relie Toulouse à Tours parcourt notamment la vallée de l'Indre. En amont de Courçay, il emprunte la rive gauche de la rivière, qu'il traverse sur le pont de Courçay pour continuer, sur la rive droite, vers Truyes.

#### Réseau ferroviaire
Une halte ferroviaire est implantée à Courçay (gare de Courçay - Tauxigny) sur la ligne TER qui, de Tours à Loches, propose des dessertes entre ces deux villes, soit par train, soit par autocar.

## Urbanisme

### Typologie
Au 1er janvier 2024, Courçay est catégorisée commune rurale à habitat dispersé, selon la nouvelle grille communale de densité à sept niveaux définie par l'Insee en 2022.
Elle est située hors unité urbaine. Par ailleurs la commune fait partie de l'aire d'attraction de Tours, dont elle est une commune de la couronne,. Cette aire, qui regroupe 162 communes, est catégorisée dans les aires de 200 000 à moins de 700 000 habitants,.

### Occupation des sols
L'occupation des sols de la commune, telle qu'elle ressort de la base de données européenne d’occupation biophysique des sols Corine Land Cover (CLC), est marquée par l'importance des territoires agricoles (77,4 % en 2018), une proportion identique à celle de 1990 (77,4 %). La répartition détaillée en 2018 est la suivante : 
terres arables (73,7 %), forêts (21,4 %), zones agricoles hétérogènes (3,1 %), zones urbanisées (1,2 %), prairies (0,6 %). L'évolution de l’occupation des sols de la commune et de ses infrastructures peut être observée sur les différentes représentations cartographiques du territoire : la carte de Cassini (XVIIIe siècle), la carte d'état-major (1820-1866) et les cartes ou photos aériennes de l'IGN pour la période actuelle (1950 à aujourd'hui).

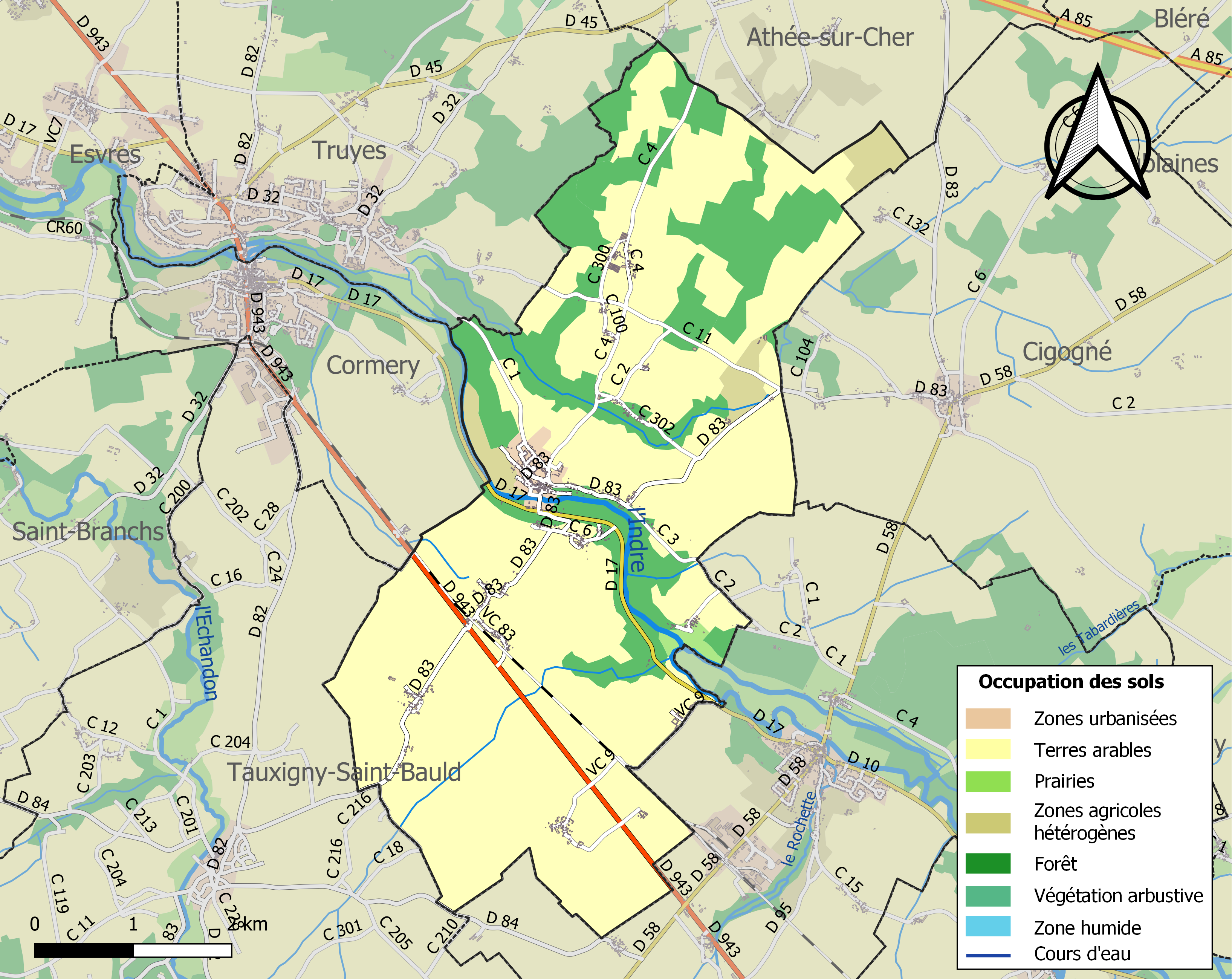
Carte des infrastructures et de l'occupation des sols de la commune en 2018 (CLC).

### Logement
Le tableau ci-dessous présente une comparaison de quelques indicateurs chiffrés du logement pour Courçay et l'ensemble de l'Indre-et-Loire en 2014,.
|                                                        | Courçay | Indre-et-Loire |
| ------------------------------------------------------ | ------- | -------------- |
| Parc immobilier total (en nombre d'habitations)        | 397     | 273 348        |
| Part des résidences principales (en %)                 | 85,4    | 87,7           |
| Part des logements vacants (en %)                      | 10,0    | 7,9            |
| Part des ménages propriétaires de leur logement (en %) | 82      | 59,1           |

Parmi les 330 résidences principales existant à Courçay en 2012, 153 ont été construites avant 1945. Dans les années 1970, 80 et 90, ce sont 94 nouvelles constructions qui sont réalisées, presque exclusivement sous forme de maisons individuelles. Enfin, 83 constructions sont postérieures à 1990. Depuis la fin de la Seconde Guerre mondiale, le parc des résidences principales s'est accru de 116 %. Le taux de résidences secondaires (8,5 %) est légèrement supérieur à la moyenne départementale (7,6 %).

### Morphologie urbaine

Urbanisation du bourg de Courçay.
Avant 1950
Depuis 1950

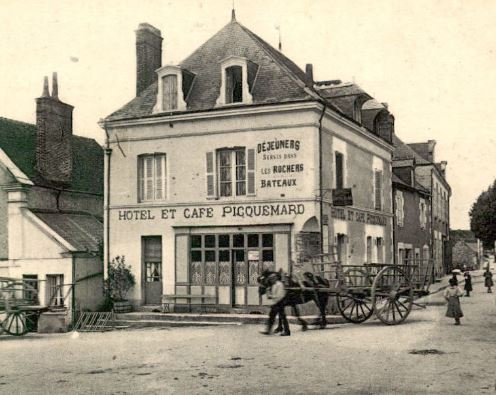
Ancien panorama du centre-bourg de Courçay.

Le bourg de Courçay est initialement bâti au pied du coteau de la rive droite de l'Indre au nord de l'église ainsi que, dans une bien moindre mesure, au pied du coteau de la rive gauche, en bordure de la route de Cormery (D 17). Il s'est agrandi, contraintes topographiques obligent, sur le plateau de la rive droite au contact des maisons plus anciennes. Ces phases successives d'agrandissement se sont faites à partir des années 1970 sous forme de lotissements.
Hameaux et écarts sont répartis sur l'ensemble du territoire. La Barrerie, au nord, était le hameau le plus important dans les années 1880 ; c'est encore le cas au XXIe siècle. Peu d'écarts communaux atteignent cette importance. Au nord de l'Indre, la Chaume, Geay et la Clavèterie présentent la particularité d'être alignés le long de la même route, sans véritablement interruption des zones bâties pour ne former de fait qu'un seul écart. Il en est de même, au sud, avec le Petit Rouvre, le Grand Rouvre, la Serrauderie et le Château de Mouture.

### Risques naturels

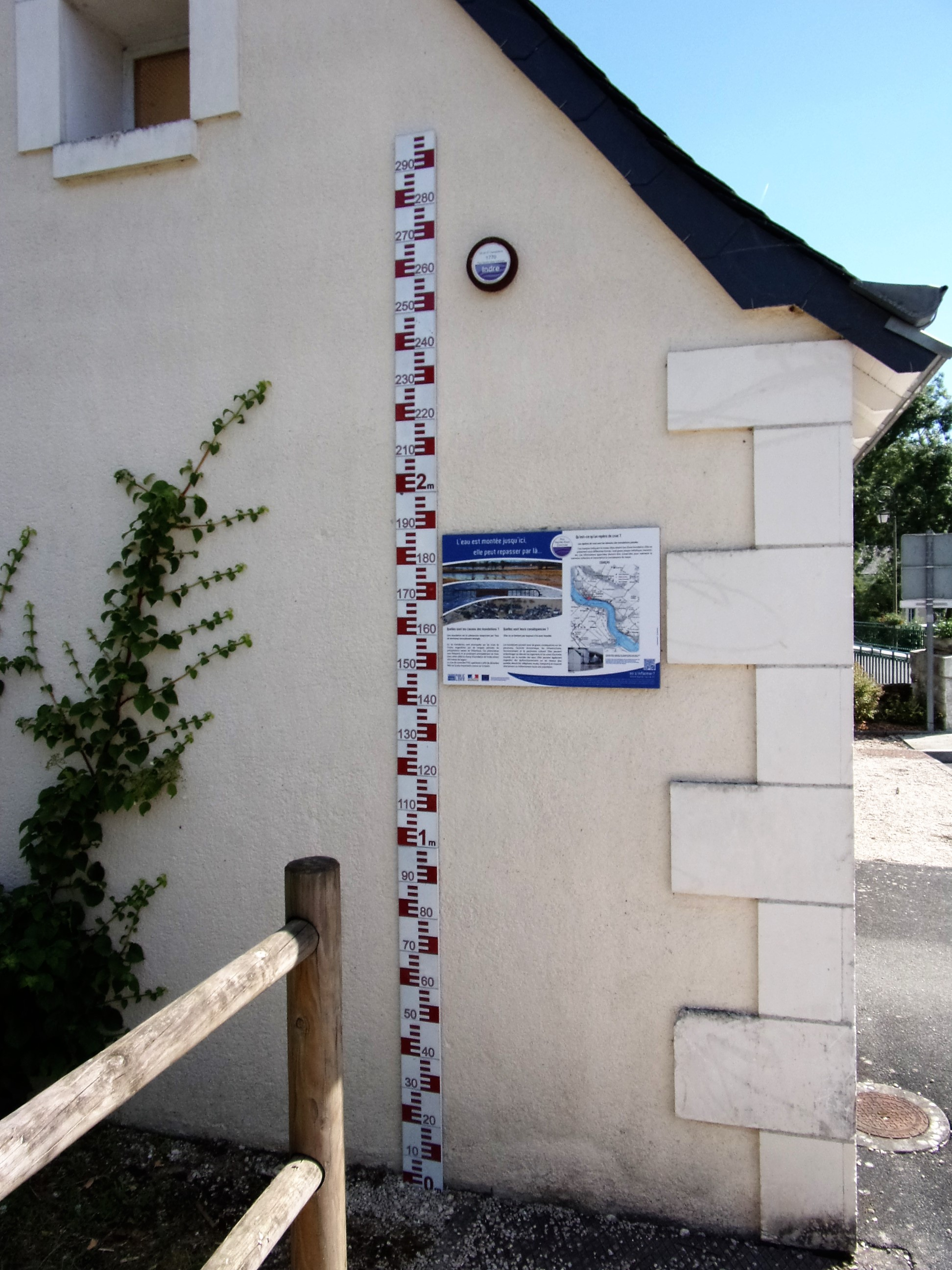
Échelle des crues de l'Indre à Courçay.

En raison des risques de crue liés au régime de l'Indre, renforcés par la configuration topographique particulière et le resserrement de sa vallée dans la commune, Courçay est intégré au périmètre d'application du plan de prévention des risques naturels prévisibles d'inondation pour le val de l'Indre adopté en 2005. Les chroniques historiques mentionnent à de nombreuses reprises des crues de l'Indre comme celle qui, en 1615, emporte de nombreux ponts dont celui de Courçay. Toutefois, la plus grave crue de l'Indre est enregistrée en 1770 ; de très fortes pluies pendant 30 heures consécutives sur le bassin de l'Indrois occasionnent alors une montée importante et brutale des eaux de ce cours d'eau qui se jette dans l'Indre à 4,5 km en amont de Courçay. Le niveau de l'Indre atteint alors l'altitude de 64,08 m NGF alors que le point le plus haut de l'actuel pont est à 60,725 m NGF. En mai et juin 2016, la crue de l'Indre entraîne l'évacuation temporaire de plusieurs Courciquois après le déclenchement du plan ORSEC, ainsi que la coupure de la D 17 entre Reignac et Courçay.
Les plateaux de Courçay sont exposés à un aléa « élevé » face à un risque lié au gonflement-retrait des argiles, exception faites de petites zones très localisées où il n'est que « moyen », comme au niveau de la Barrerie. Dans la vallée de l'Indre, il est considéré comme « faible » ou « a priori nul ». Ce risque, lié à la nature argilo-siliceuse des sols, expose les fondations des bâtiments à une fragilisation après des périodes de sécheresse prolongée.
Courçay est soumise à un risque sismique faible (niveau 2 sur une échelle de 1 à 5). Cependant, le 11 octobre 1749, un séisme dont l'épicentre pouvait se trouver à la limite de la Touraine et du Poitou (zone de sismicité moyenne) se fait ressentir à Courçay. Une autre secousse est enregistrée deux ans plus tard.
Potentiellement déclenchés ou aggravés par des précipitations importantes ou par les vibrations d'un séisme, des écroulements de falaise et des chutes de blocs de pierre sont redoutés à Courçay. Le phénomène s'est produit en 1995.

### Aménagements prévus
Un plan local d'urbanisme intercommunal intéressant l'ensemble du territoire de la communauté de communes de Bléré Val de Cher doit être rédigé et approuvé avant le 31 décembre 2019.
Le schéma de cohérence territoriale, qui conditionne les projets d'aménagement dans les communes du Val d’Amboise, du Castelrenaudais et de Bléré Val de Cher est en cours de révision ; l'enquête publique consécutive à ce projet de révision, initialement prévue en mars et avril 2017, est reportée.

## Toponymie

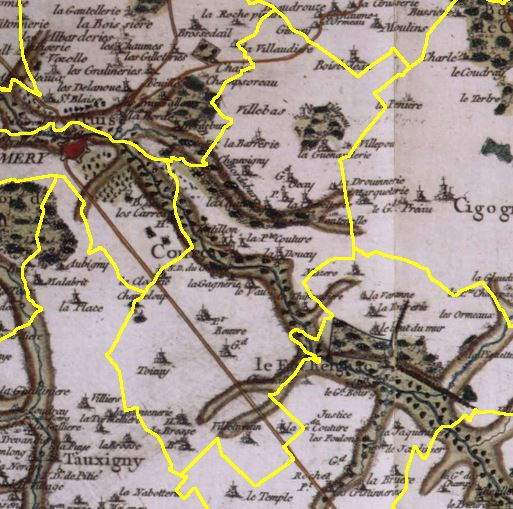
Courçay sur la carte de Cassini.
Les limites communales apparaissent en jaune.

| Formes successives du nom attestées pour la paroisse, : - Curtiacus : 775, diplôme de Charlemagne ; - Curciacus sive Martiniacus in vicaria Eveninse : 844-845, acte de Charles le Chauve no 61 ; - Curtiacus cum capella : 862, acte de Charles le Chauve no 239 ; - Curciaco in pago Turonico cum ecclesia : 919, acte de Charles le Simple no 101 ; - Courcayum : 1276, charte de Pierre, doyen de Saint-Martin ; - Parochia de Corcayo : XIIe siècle ; - Coursay : XVe et XVIIIe siècles ; - Courçay : 1784, carte de Cassini. |

Il s'agit d'une formation toponymique gauloise ou gallo-romaine en -(i)acu(m), suffixe localisant et marquant par la suite la propriété. Il est précédé de l'anthroponyme latin Curtius,. Xavier Delamarre, pour sa part, envisage une évolution du gaulois curcio- (héron), suivi du même suffixe -acum, donnant à Courçay le sens de « héronnière ».
« Geay » et le « Grand Geay », à proximité duquel des ruines antiques ont été étudiées, dérivent selon toute vraisemblance de Gaiacum, formé à partir de Gaius, nom de personne latin attesté, et du même suffixe -(i)acum (« le domaine de Gaius »). L'hypothèse d'une origine antique de Villetivrain est évoquée avec Villa tiberiana sans qu'il soit possible de savoir si l'adjectif est lié à l'empereur romain Tibère ou à une autre personne portant le patronyme de Tiberius.
Plusieurs toponymes se rapportent à l'agriculture ou à la végétation naturelle. « La Petite Couture » et « la Grande Couture » s'expliquent par l'ancien français couture « culture » au sens de « champ cultivé ». Les terres de la « pointe de Gatacier » (ou Gâte-Acier) devaient par contre être si difficiles à travailler qu'elles abîmaient le métal des socs des charrues. « Le Petit Rouvre » et « le Grand Rouvre » évoquent des bosquets ou des bois de chênes, le latin robur ayant donné « [chêne] rouvre » ; le lien est encore plus évident dans le cas de « la Chênaie ». Au nord de la commune, « le Breuil » désigne, en ancien français, un « bois enclos constituant une réserve de chasse », dérivé du gaulois *brogilo.
La nature ou les ressources naturelles du sol sont également évoquées dans la toponymie. C'est ainsi que le nom de « Bordebure » est systématiquement lié à d'anciennes zones d'extraction ou de traitement du minerai de fer et fréquemment associé à la proximité d'un itinéraire ancien.

## Histoire

### Préhistoire et Protohistoire

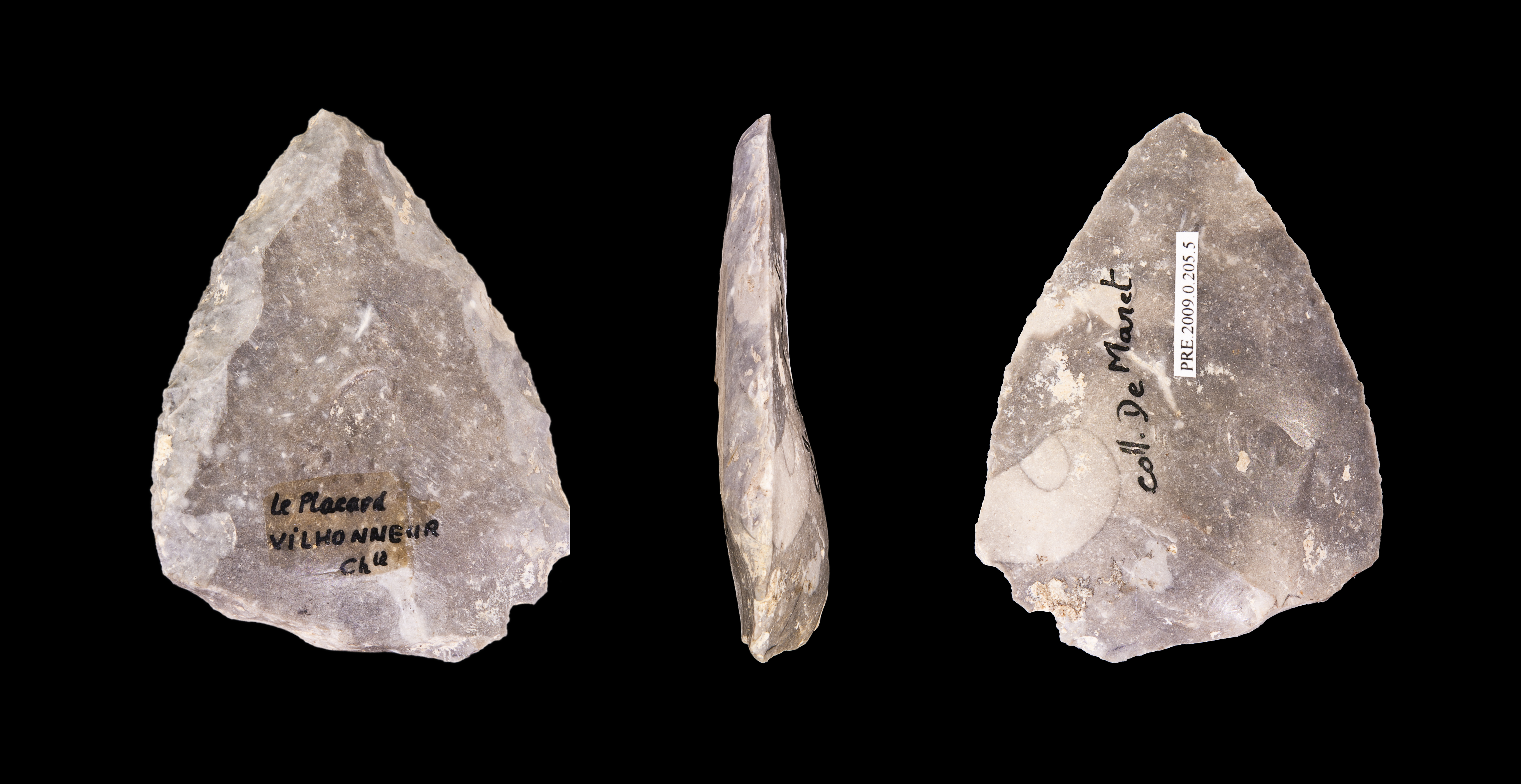
Biface comparable à ceux trouvés à Courçay (Vilhonneur, Charente).

Le Paléolithique moyen est représenté par de l'outillage collecté en surface. Il s'agit de bifaces et d'éclats de silex potentiellement issus de l'industrie levalloisienne ; la datation en est incertaine mais leur érosion éolienne semble trop prononcée pour qu'ils soient néolithiques.
Des ossements humains datant du Néolithique ont été exhumés en 1955 au flanc de la falaise surplombant la rive droite de l'Indre, au niveau du moulin de la Thibaudière, près de la limite avec Reignac-sur-Indre. Deux squelettes, une femme et un adolescent — la présence d'un troisième individu est possible, mais pas avérée —, étaient accompagnés d'un fragment de poinçon en os et d'une perle de calcaire qui ont permis leur datation, même très approximative. Sur d'autres sites, ce sont des pointes de flèches qui sont retrouvées, ainsi que des haches polies en dolérite et en amphibolite probablement fabriquées dans le Massif Central. Aucun mégalithe n'est en place sur le territoire de Courçay, mais plusieurs toponymes (« la Grosse Pierre », « les Hautes Bornes » , « la Roche aux Loups », « le Murger Gourgeau ») suggèrent que de tels monuments ont pu être érigés par le passé, puis détruits.
Au Breuil, au nord de la commune, près d'Athée-sur-Cher, trois puits appartenant peut-être à une nécropole laténienne sont signalés en 1898. Plusieurs monnaies gauloises sont retrouvées sur le site. Une grande enceinte, limitant peut-être une exploitation agricole, est découverte par prospection aérienne au début des années 1990 sur le plateau au nord du bourg.

### Antiquité

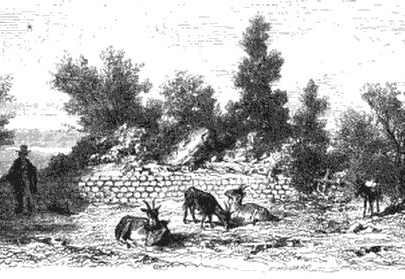
Vestiges antiques à la Barrerie (par Jean-Jacques Bourassé, 1858).

L'existence de deux voies anciennes et très probablement antiques traversant le territoire de Courçay est avérée. Toutes deux reliaient Argentomagus (Saint-Marcel) à Caesarodunum (Tours). L'une d'elles empruntait la rive droite de l'Indre sur le plateau — un lieu-dit, près de Geay, porte le nom évocateur de « la Chaussée » — alors que l'autre passait largement au sud de l'Indre, reprise sur une courte distance par la limite communale entre Courçay et Tauxigny.
Une villa gallo-romaine, rapidement fouillée dans les années 1850 puis au début du XXe siècle, se trouve sur le plateau au nord du bourg de Courçay au lieu-dit le Grand-Geay. Mesurant 40 × 40 m, elle est organisée en bâtiments autour d'une cour centrale. C'est le seul habitat antique dont l'existence soit réellement attestée sur le territoire de la commune au début des années 2010. Accompagnée d'un bâtiment de plus petites dimensions distant d'une centaine de mètres, elle est située non loin d'un itinéraire antique de Tours à Loches dont le tracé est connu. Les vestiges arasés au-dessous du niveau du sol sont encore visibles par photographie aérienne, ce qui a permis en 1986 de corriger l'emplacement de la villa, mal indiqué dans les publications antérieures. D'autres vestiges de murs, encore plus au nord sur le territoire, étaient visibles en 1858 à la Barrerie mais ils ont disparu depuis.
Plusieurs publications et communications du XIXe siècle, signalent la présence d'un aqueduc qui, captant les sources au pied du coteau en amont de Courçay et longeant l'église, alimentait une villa à Truyes. Cette information, reprise au XXe siècle,, parfois avec les réserves des auteurs, n'est mentionnée dans aucune source archéologique récente.
Si l'évolution de l'habitat au Bas-Empire est mal connue, la permanence de l'occupation humaine ne fait aucun doute à cette époque ; en témoignent les tessons de poterie et de céramique datés, pour les plus anciens, du Ve siècle.

### Moyen Âge
Une nécropole mérovingienne d'une cinquantaine de sépultures est découverte en 1910 au nord de la commune, près du site laténien du Breuil, non loin d'Athée-sur-Cher. Un des trois sarcophages identifiés fait l'objet d'une étude approfondie. Les autres inhumations sont réalisées en pleine terre, avec parfois des coffrages en pierres brutes, organisées en rangées séparées par des allées empierrées — une nécropole de la même époque se trouve à Sublaines, à 10 km vers l'est-nord-est. Dès cette période, une église a vraisemblablement existé à Courçay, mais son emplacement et son architecture sont inconnus. Un petit atelier monétaire a probablement fonctionné à Courçay à l'époque mérovingienne. L'existence d'une villa carolingienne, indiquée par les sources écrites comme dépendant du monastère Saint-Martin de Tours, est confirmée par des opérations de prospection archéologique. Ce grand domaine de 70 manses semble se situer dans la continuité de l'occupation du Bas Empire dans un vaste périmètre, comparable à celui de la commune moderne. Au milieu du IXe siècle, cette villa de Courçay est rattachée à la viguerie d'Esvres dont l'existence est attestée dès 791, mais ce type de circonscription administrative tombe rapidement en désuétude à la fin du Xe siècle.
Une maladrerie est signalée dans le bourg au XIIe siècle mais elle a entièrement disparu, tout comme la chapelle attenante. En 1119, l'archevêque de Tours Gilbert de Maillé cède au chapitre de Saint-Martin le droit de justice qu'il détenait jusque-là sur Courçay. Les chanoines installent alors un prévôt ; son autorité s'étend, bien au-delà de Courçay jusqu'à Saint-Quentin-sur-Indrois et Sublaines — élevées au titre de mairies ou bailliages —, et sa charge perdure jusqu'à la Révolution française, époque où son logis, ruiné, est démoli. Ce logis et le « moulin du bourg » qui l'accompagnait au XIIIe siècle se situaient près du moulin moderne. Le « maire » de Courçay, pour sa part, réside alors à Geay.

### Époque moderne

Anciens moulins de Courçay sur la carte de Cassini.

Dans la seconde moitié du XVe siècle, le développement de l'imprimerie accroît la demande de papier en France. En 1493, la construction d'un moulin à papier est lancée à Courçay. Il est installé à la Doué, mû par la source qui existe sur ce terrain en bordure de l'Indre, à la place d'un ancien moulin à farine ruiné. Un peu plus tard, un autre moulin à papier est construit en amont, à la Thibaudière, dans un second temps reconverti en moulin à farine, comme le précédent. L'insécurité chronique lors des guerres de Religion impose, en 1593, le transfert à Loches du siège de la prévôté de Courçay.
Entre octobre 1782 et mai 1783, le sud de la Touraine, comme de nombreuses autres régions de France dans la même période est confronté à une grave épidémie de pneumonie infectieuse évoluant en septicémie. La maladie, qui progresse du sud-ouest vers le nord-est, touche Courçay au printemps 1783 et fait 37 victimes, soit un peu plus de 4 % de la population paroissiale, le nombre de malades n'étant pas connu.

### Époque contemporaine

#### Période révolutionnaire
Le cahier de doléances du tiers état de la paroisse, rédigé à l'occasion des états généraux de 1789, ne porte la signature que de neuf des paroissiens courciquois associés à son élaboration, ce qui révèle le faible taux d'alphabétisation de la population locale à cette époque. Comme dans beaucoup d'autres paroisses, les habitants de Courçay réclament dans ce cahier la suppression des anciens impôts, au premier rang desquels la gabelle du sel, et leur remplacement par un impôt foncier proportionnel au revenu des terres et un impôt par tête. Par contre, ils se distinguent en demandant le maintien de la justice seigneuriale. La commune de Courçay est créée dans des limites qui sont sensiblement celles de l'ancienne paroisse, mais des ajustements ont lieu ensuite par échanges de terrains et de fermes, en 1833 avec Tauxigny et en 1836 avec Reignac-sur-Indre. C'est un peu avant ces ajustements, en 1827, que les premiers plans cadastraux sont levés pour l'établissement du cadastre napoléonien, le plan communal étant ensuite révisé en 1936,. La levée en masse des soldats décrétée par la Convention nationale le 5 ventôse an I (23 février 1793) se traduit par une ponction de 14 jeunes Courciquois en 1793 et 1794, alors que 9 sont déjà partis en 1792. Le 18 germinal an II (7 avril 1794), une commission communale est chargée d'inventorier et d'évaluer tous les mobiliers de l'église pouvant être vendus au profit des caisses de l'État.

#### Second Empire
Courçay se prononce massivement en faveur du rétablissement de l'Empire à l'occasion des deux plébiscites du 20 décembre 1851 puis des 21 et 22 novembre 1852, où le « oui » l'emporte, avec 99 % de votes favorables (6,7 % d'abstentions) dans le premier cas, et à l'unanimité des suffrages exprimés (malgré 33,3 % d'abstentions) dans le second cas. Pour remercier la commune de ce soutien, l'Empire lui fait don du chemin de croix qui décore l'église.

#### XXesiècle

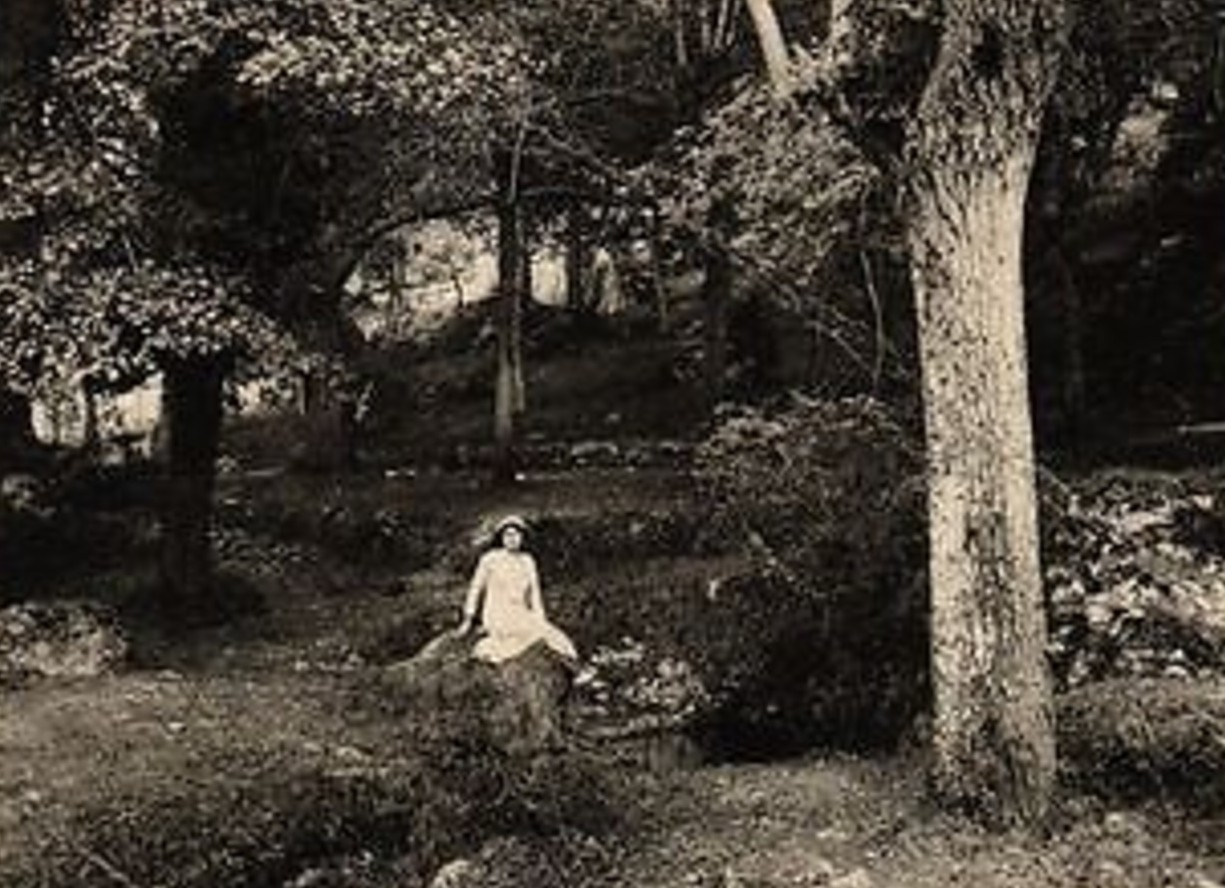
Scène du Théâtre de la Nature, à Courçay.

En 1906, 1908 et 1912, le Blésois Hubert-Fillay, le Tourangeau Jacques-Marie Rougé et leurs amis organisent trois journées d'un théâtre populaire, dit « Théâtre de la Nature », qui marquent l'actualité culturelle nationale,. Le site des « Rochers de Courçay » sert alors de cadre scénique pour les trois représentations. Plus de 1 500 spectateurs viennent assister à la première de ces trois représentations, jouée le 8 juillet 1906 et dont la composition des textes est rédigée par Hubert-Fillay. La seconde édition voit, quant à elle, affluer environ 4 000 personnes. Ces manifestations s'inscrivent dans le contexte du développement du mouvement régionaliste animé par Jean Charles-Brun et de sa fédération fondée en 1900. Elles participent surtout d'un développement du théâtre populaire inspiré de l'exemple du Théâtre du Peuple créé par Maurice Pottecher à Bussang (Vosges),. Pour autant, en raison de faibles moyens financiers, les représentations théâtrales ne sont pas reconduites et le premier conflit mondial consacre la fin du projet.
Le monument aux morts élevé à la mémoire des victimes des grands conflits porte le nom de 25 Courciquois tués lors de la Première Guerre mondiale. Un hôpital militaire est, entre 1915 et 1918, installé à Courçay,. Pendant la Seconde Guerre mondiale, dans la nuit du 20 au 21 juin 1940, pour tenter de retarder l'avancée des troupes allemandes qui descendent vers le sud en contournant Tours par Amboise et Bléré, l'armée française fait sauter le pont de Courçay comme la plupart des autres ponts sur l'Indre,. L'armistice signé, la ligne de démarcation coupe la commune de Reignac en deux : le bourg et son église se trouvent en zone libre alors que Courçay et son église, plus à l'ouest, sont en zone occupée. Un seul curé dessert les deux communes ; il transporte clandestinement du courrier dans sa voiture lors de ses passages de la ligne. Un poste de douane allemand est établi à Villetivrain, non loin du point de passage de la ligne (« le Café Brûlé » à Reignac-sur-Indre). L'occupant y construit un blockhaus pour y abriter chenil et munitions. Ceci n'empêche pas un habitant du hameau de faire passer en zone libre, en 1941, plusieurs personnes dont Louis Jouvet et sa troupe de théâtre, l'actrice Vanda Gréville, Louis Aragon et Elsa Triolet. Fin août 1944, la partie sud du pont est à nouveau détruite, par les Allemands cette fois, qui cherchent à couvrir leur repli.
Le 15 janvier 1964, le conducteur d'un fourgon postal quitte Courçay en direction de Cormery. Il est alors braqué par des automobilistes et son fourgon est pillé. Trois mois plus tôt, le même conducteur, au volant du même fourgon, avait été victime d'une même agression, à Esvres. Huit personnes rattachées à l'OAS sont arrêtées, jugées et condamnées pour les deux braquages, le conducteur étant totalement innocent.

## Politique et administration

### Rattachements administratifs et électoraux
Courçay est, depuis le redécoupage cantonal de 2014, l'une des 17 communes qui composent le canton de Bléré. Elle est également rattachée à l'arrondissement de Loches et à la 2e circonscription de l'Indre-et-Loire.
Depuis le 1er janvier 2010 et la suppression du tribunal d'instance de Loches, le tribunal d'instance de Tours est compétent pour l'ensemble du département. Toutes les juridictions intéressant Courçay sont ainsi regroupées à Tours, à l'exception du tribunal administratif et de la cour d'appel qui siègent à Orléans, préfecture de la région Centre-Val de Loire.

### Tendances politiques et résultats

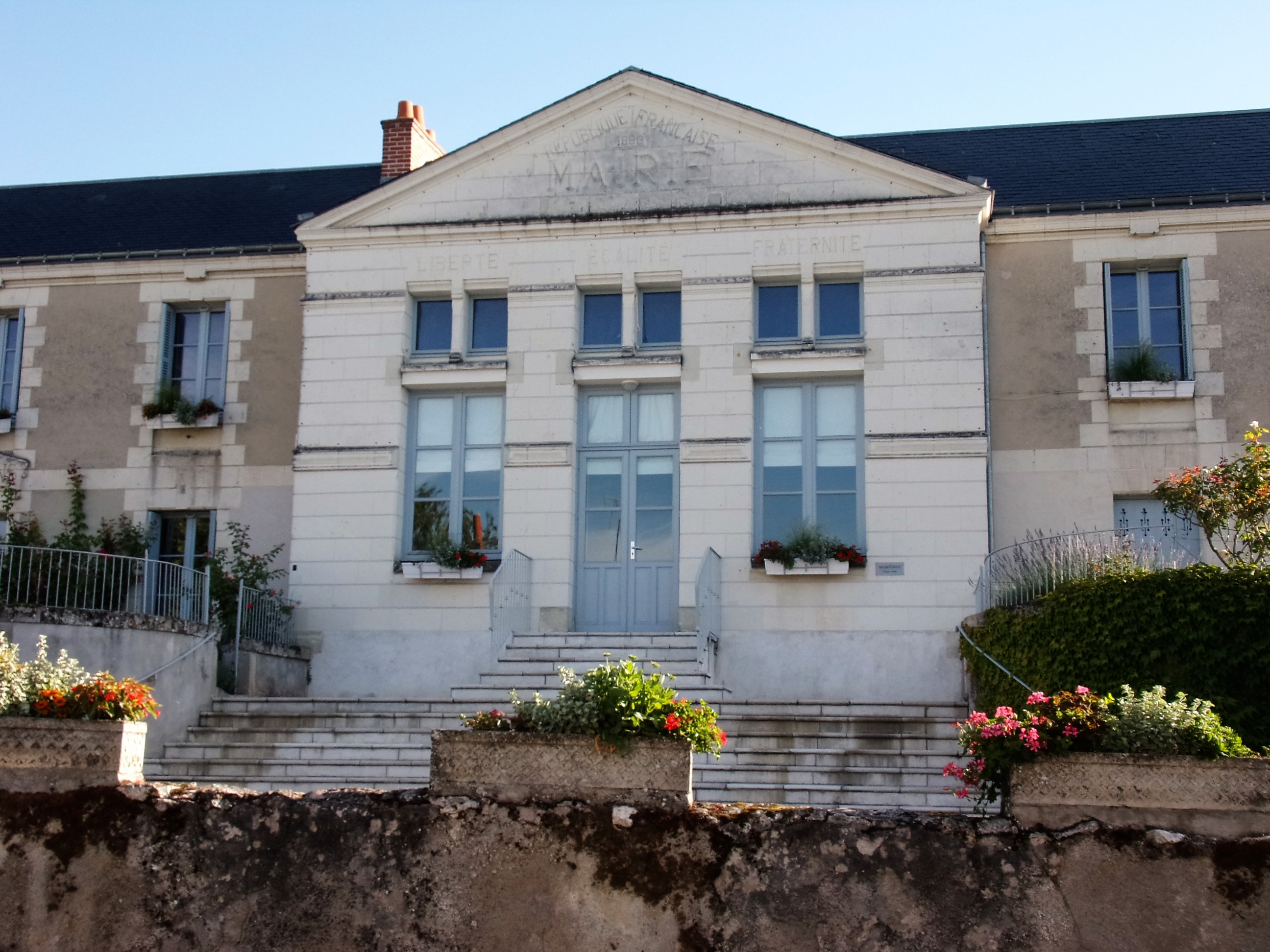
Mairie de Courçay.

Comme en témoignent les résultats d'élections publiés sur le site du ministère de l'Intérieur, les électeurs de Courçay, lors des différents scrutins auxquels ils ont participé depuis 15 ans, ont plus souvent accordé leurs suffrages au candidat présenté par la gauche qu'à celui présenté par la droite.

#### Élection présidentielle la plus récente
En 2017, au deuxième tour de l'élection présidentielle, Emmanuel Macron (En marche !), élu, a obtenu 67,28 % des voix et Marine Le Pen (FN), 34,72 %. Le taux de participation s'est élevé à 80,60 %.

#### Élection municipale la plus récente
Le nombre d'habitants au recensement de 2011 étant compris entre 500 et 1 499, le nombre de membres du conseil municipal pour l'élection de 2014 est de 15.
Lors de cette élection municipale, les 15 conseillers municipaux ont été élus dès le premier tour, avec un taux de participation de 63,22 %.

### Liste des maires
| Période       | Période         | Identité              | Étiquette | Qualité                                                                                       |
| ------------- | --------------- | --------------------- | --------- | --------------------------------------------------------------------------------------------- |
| 1791          | 1792            | Jacques Rossignol     |           |                                                                                               |
| 1792          | 1793            | François Huchet       |           |                                                                                               |
| 1793          | 1797            | François Arrault      |           |                                                                                               |
| 1797          | 1799            | Laurent Veillault     |           |                                                                                               |
| 1799          | 1816            | Étienne Lebas         |           |                                                                                               |
| 10 avril 1816 | 1831            | Laurent Veillault     |           |                                                                                               |
| 1831          | 1832            | Pierre Raimond        |           |                                                                                               |
| 1832          | 1853            | Urbain Lefebvre       |           |                                                                                               |
| 1853          | 1870            | Paul Gorron           |           |                                                                                               |
| 1870          | 1871            | Jules Tessier-Gaudron |           |                                                                                               |
| mai 1871      | 1877            | Athanase Lefebvre     |           |                                                                                               |
| janvier 1878  | mai 1888        | Jules Tessier-Gaudron |           |                                                                                               |
| mai 1888      | avril 1892      | Alexis Legendre       |           |                                                                                               |
| mai 1892      | 15 octobre 1908 | Amand Fillon          |           |                                                                                               |
| décembre 1908 | octobre 1919    | Urbain Lefebvre       |           |                                                                                               |
| décembre 1919 | 1925            | Frédéric Avenet       |           |                                                                                               |
| décembre 1925 | octobre 1929    | Urbain Lefebvre       |           |                                                                                               |
| décembre 1929 | 1936            | Frédéric Avenet       |           |                                                                                               |
| 1936          | 1941            | René Arrault          |           |                                                                                               |
| 1941          | 1944            | Raymond de Parédès    |           |                                                                                               |
| 1944          | 1945            | Albert Turgné         |           |                                                                                               |
| 1945          | 1959            | René Arrault          |           |                                                                                               |
| 1959          | 1971            | Georges Prunet        |           |                                                                                               |
| 1971          | 1977            | Pierre Ferdinand      |           |                                                                                               |
| 1977          | 1995            | Michel Pontillon      |           |                                                                                               |
| mars 1995     | mars 2008       | Jean-Marc Champion    |           |                                                                                               |
| mars 2008     | mai 2020        | Jean-Francis Bister   | DVD       | Professeur des écoles                                                                         |
| 26 mai 2020   | En cours        | Anne Bayon de Noyer   |           | Présidente de la Communauté de communes Autour de Chenonceaux Bléré-Val de Cher (depuis 2023) |

### Intercommunalité
Courçay est l'une des 15 communes qui composent la communauté de communes de Bléré Val de Cher. Cette situation lui confère en outre un rattachement de fait au Pays Loire-Touraine, qui a pour mission de « coordonner diverses missions transversales confiées par les collectivités, dans les domaines de l’aménagement du territoire, de l’environnement, de l’économie et du patrimoine ».

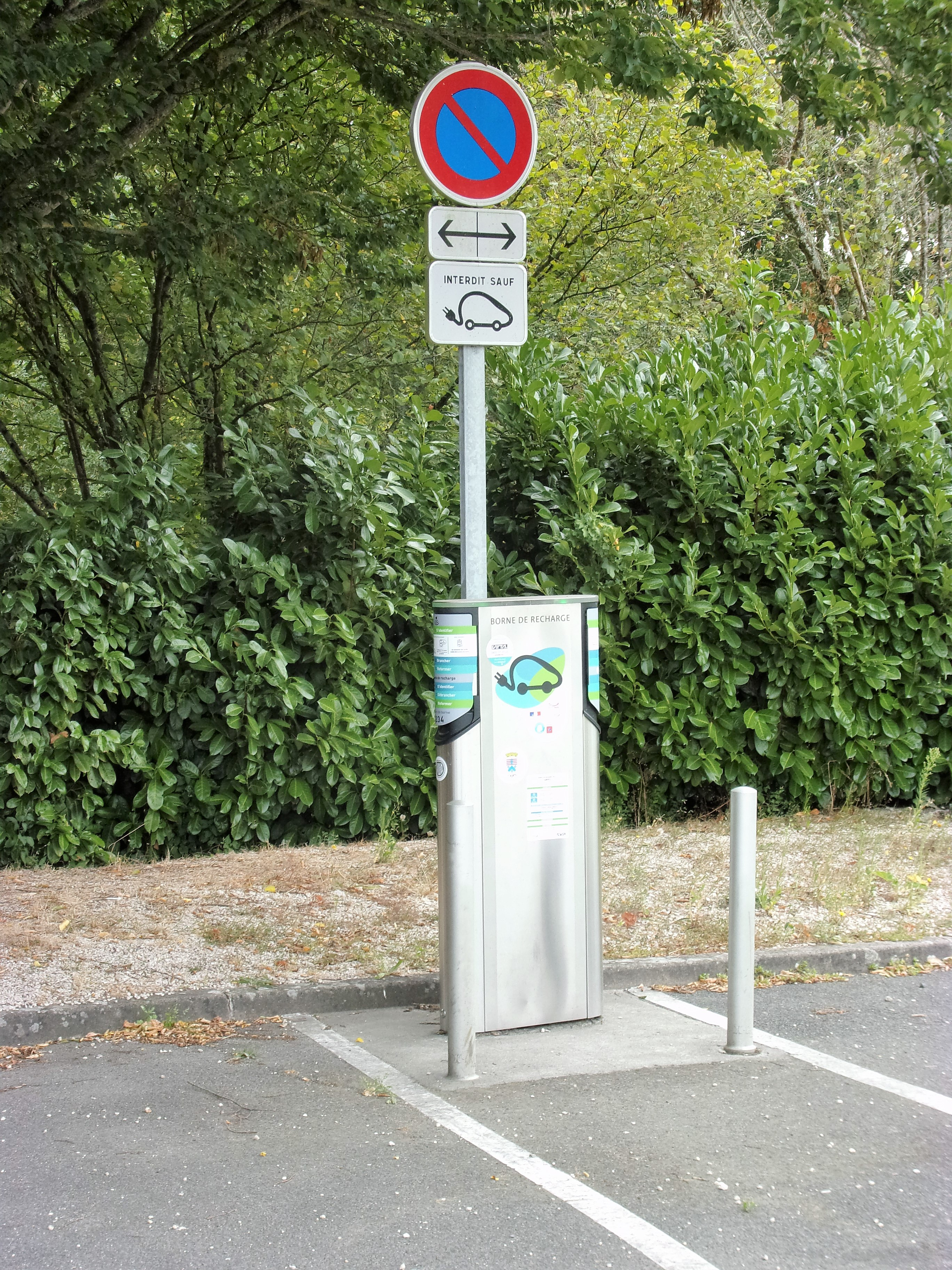
Borne de rechargement électrique.

Le « syndicat intercommunal d'énergie d'Indre-et-Loire » (SIEIL), fondé en 1937, assure le contrôle et la coordination de l'ensemble des concessionnaires opérant sur l'Indre-et-Loire dans le domaine de la distribution de gaz et d'électricité ; il intervient également sur le renforcement des réseaux de distribution d'électricité et la mise en place d'un réseau de bornes de rechargement électrique pour les véhicules ; l'une d'elles est installée à Courçay. Pour toutes les communes d'Indre-et-Loire, Tours exceptée, l'adhésion au service « Électricité » du SIEIL à titre individuel est rendue obligatoire par arrêté préfectoral en date du 23 avril 2008.
Le syndicat mixte « Touraine propre » regroupe plusieurs communautés de communes ou syndicats mixtes intercommunaux d'Indre-et-Loire. Il a pour rôle de favoriser et fédérer les actions en matière de réduction et de valorisation des déchets ménagers. Courçay y est rattachée, au travers de l'adhésion collective de la communauté de communes dont elle fait partie.
Courçay fait partie des 107 communes d'Indre-et-Loire adhérentes au syndicat intercommunal « Cavités 37 » dont les principaux rôles sont de réaliser des relevés topographiques et des diagnostics géologiques des cavités (caves, grottes, carrières…) ; il peut intervenir en contexte de sinistre ou de catastrophe naturelle et, lors de l'établissement d'un plan local d'urbanisme, il a également pour vocation de conseiller les communes sur les risques d'effondrement de terrains,.
La commune de Courçay adhère à titre individuel au « syndicat d'aménagement de la vallée de l'Indre », chargé de surveiller, entretenir et aménager les rives de l'Indre.

### Politique environnementale

#### Eau potable et assainissement
La gestion de l'approvisionnement d'eau potable et de la collecte et du traitement des eaux usées est assurée par la communauté de communes Loches Sud Touraine, bien que Courçay ne fasse pas partie de cette structure.
En 2016, le service d'adduction d'eau potable dessert 430 foyers abonnés à Courçay. Celle-ci est prélevée dans trois forages exploitant la nappe du séno-turonien sur le territoire de la commune de Reignac-sur-Indre. Après déferrisation et traitement UV, l'eau est distribuée ou envoyée dans un réservoir de stockage.
Une station de traitement des eaux usées par filtre à sable, d'une capacité de 420 EH (équivalent-habitant), avec rejet des eaux épurées dans l'Indre, est implantée en aval du chef-lieu communal. Les boues d'épuration qui en sont issues sont valorisées par épandage agricole.

#### Collecte des déchets
Cette mission est du ressort de la communauté de communes de Bléré Val de Cher. Les déchets ménagers, recyclables ou non, sont collectés en porte-à-porte de manière hebdomadaire. Journaux et verres sont recueillis dans des points d'apport volontaire répartis sur le territoire. La déchèterie d'Athée-sur-Cher, proche de Courçay, est ouverte aux résidents de la commune.

### Finances locales
Le tableau ci-dessous présente l'évolution de la capacité d'autofinancement, un des indicateurs des finances locales de Courçay, sur une période de dix ans :
|                      | 2006 | 2007 | 2008 | 2009 | 2010 | 2011 | 2012 | 2013 | 2014 | 2015 |
| -------------------- | ---- | ---- | ---- | ---- | ---- | ---- | ---- | ---- | ---- | ---- |
| Courçay              | 62   | 77   | 82   | 92   | 90   | 111  | 97   | 89   | 54   | 47   |
| Moyenne de la strate | 151  | 152  | 151  | 147  | 150  | 168  | 168  | 156  | 149  | 149  |

| ■ CAF de Courçay ■ CAF moyenne de la strate |

Au cours des dix dernières années, la capacité d'autofinancement de la commune est toujours positive mais elle se révèle toujours inférieure à la moyenne des communes comparables. Il en est de même du résultat comptable, toujours inférieur à la moyenne de la strate. Le fonds de roulement suit la même tendance ; il est même strictement négatif de 2012 à 2014,.

### Jumelage
Au 15 août 2017, Courçay n'est jumelée avec aucune commune.

## Population et société
Les habitants de Courçay se nomment les Courciquois.

### Démographie

#### Évolution de la population
Les premiers registres paroissiaux connus pour Courçay datent de 1582. Au XVIIIe siècle, la population paroissiale augmente constamment, passant de 141 feux en 1687 à 200 feux en 1789, année où le système d'évaluation fiscale cède la place à un recensement individuel.
L'évolution du nombre d'habitants est connue à travers les recensements de la population effectués dans la commune depuis 1793. Pour les communes de moins de 10 000 habitants, une enquête de recensement portant sur toute la population est réalisée tous les cinq ans, les populations de référence des années intermédiaires étant quant à elles estimées par interpolation ou extrapolation. Pour la commune, le premier recensement exhaustif entrant dans le cadre du nouveau dispositif a été réalisé en 2005.

En 2022, la commune comptait 796 habitants, en évolution de −2,09 % par rapport à 2016 (Indre-et-Loire : +1,67 %, France hors Mayotte : +2,11 %).
| 1793 | 1800 | 1806 | 1821 | 1831 | 1836 | 1841 | 1846 | 1851 |
| ---- | ---- | ---- | ---- | ---- | ---- | ---- | ---- | ---- |
| 832  | 845  | 887  | 827  | 874  | 840  | 800  | 810  | 778  |

| 1856 | 1861 | 1866 | 1872 | 1876 | 1881 | 1886 | 1891 | 1896 |
| ---- | ---- | ---- | ---- | ---- | ---- | ---- | ---- | ---- |
| 754  | 750  | 720  | 740  | 704  | 731  | 730  | 697  | 700  |

| 1901 | 1906 | 1911 | 1921 | 1926 | 1931 | 1936 | 1946 | 1954 |
| ---- | ---- | ---- | ---- | ---- | ---- | ---- | ---- | ---- |
| 654  | 647  | 669  | 621  | 593  | 606  | 595  | 617  | 625  |

| 1962 | 1968 | 1975 | 1982 | 1990 | 1999 | 2005 | 2006 | 2010 |
| ---- | ---- | ---- | ---- | ---- | ---- | ---- | ---- | ---- |
| 575  | 540  | 466  | 489  | 703  | 694  | 772  | 756  | 834  |

| 2015 | 2020 | 2022 | - | - | - | - | - | - |
| ---- | ---- | ---- | - | - | - | - | - | - |
| 814  | 798  | 796  | - | - | - | - | - | - |

|                                            | 1968 - 1975 | 1975 - 1982 | 1982 - 1990 | 1990 - 1999 | 1999 - 2009 | 2009 - 2014 |
| ------------------------------------------ | ----------- | ----------- | ----------- | ----------- | ----------- | ----------- |
| Taux de variation annuel de la population8 | - 2,1 %     | + 0,7 %     | + 4,6 %     | - 0,1 %     | + 1,6 %     | + 0,3 %     |
| Solde naturel                              | - 0,2 %     | - 0,2 %     | + 0,6 %     | 0,0 %       | + 0,7 %     | + 0,2 %     |
| Solde migratoire                           | - 1,9 %     | + 0,9 %     | + 4,0 %     | - 0,2 %     | + 0,9 %     | + 0,1 %     |

À de rares exceptions près, la population courciquoise est en baisse constante de 1806 à 1975, la commune perdant un peu plus de 47 % de ses habitants dans l'intervalle. La courbe s'inverse dès les années 1980 avec une explosion démographique entre 1982 et 1990 (214 habitants supplémentaires en 8 ans), conséquence possible du développement économique de l'agglomération tourangelle, un phénomène également observé pour des communes voisines comme Truyes. Bien que plus irrégulière par la suite, la tendance au repeuplement se confirme. La reprise démographique semble due à la fois au solde naturel et au solde migratoire, très fortement positifs dans la décennie 1982-1990.

#### Pyramide des âges
En 2018, le taux de personnes d'un âge inférieur à 30 ans s'élève à 28,7 %, soit en dessous de la moyenne départementale (34,9 %). À l'inverse, le taux de personnes d'âge supérieur à 60 ans est de 28,2 % la même année, alors qu'il est de 27,8 % au niveau départemental.
En 2018, la commune comptait 399 hommes pour 405 femmes, soit un taux de 50,37 % de femmes, légèrement inférieur au taux départemental (51,91 %).
Les pyramides des âges de la commune et du département s'établissent comme suit.
| Hommes | Classe d’âge | Femmes |
| ------ | ------------ | ------ |
| 0,5    | 90 ou +      | 0,2    |
| 3,0    | 75-89 ans    | 5,5    |
| 23,5   | 60-74 ans    | 23,6   |
| 24,5   | 45-59 ans    | 25,4   |
| 19,7   | 30-44 ans    | 16,7   |
| 13,9   | 15-29 ans    | 14,4   |
| 14,9   | 0-14 ans     | 14,2   |

| Hommes | Classe d’âge | Femmes |
| ------ | ------------ | ------ |
| 0,9    | 90 ou +      | 2,2    |
| 7,9    | 75-89 ans    | 10,2   |
| 17,3   | 60-74 ans    | 18,1   |
| 19,8   | 45-59 ans    | 19,1   |
| 17,9   | 30-44 ans    | 17,2   |
| 18,5   | 15-29 ans    | 17,5   |
| 17,6   | 0-14 ans     | 15,6   |

### Enseignement

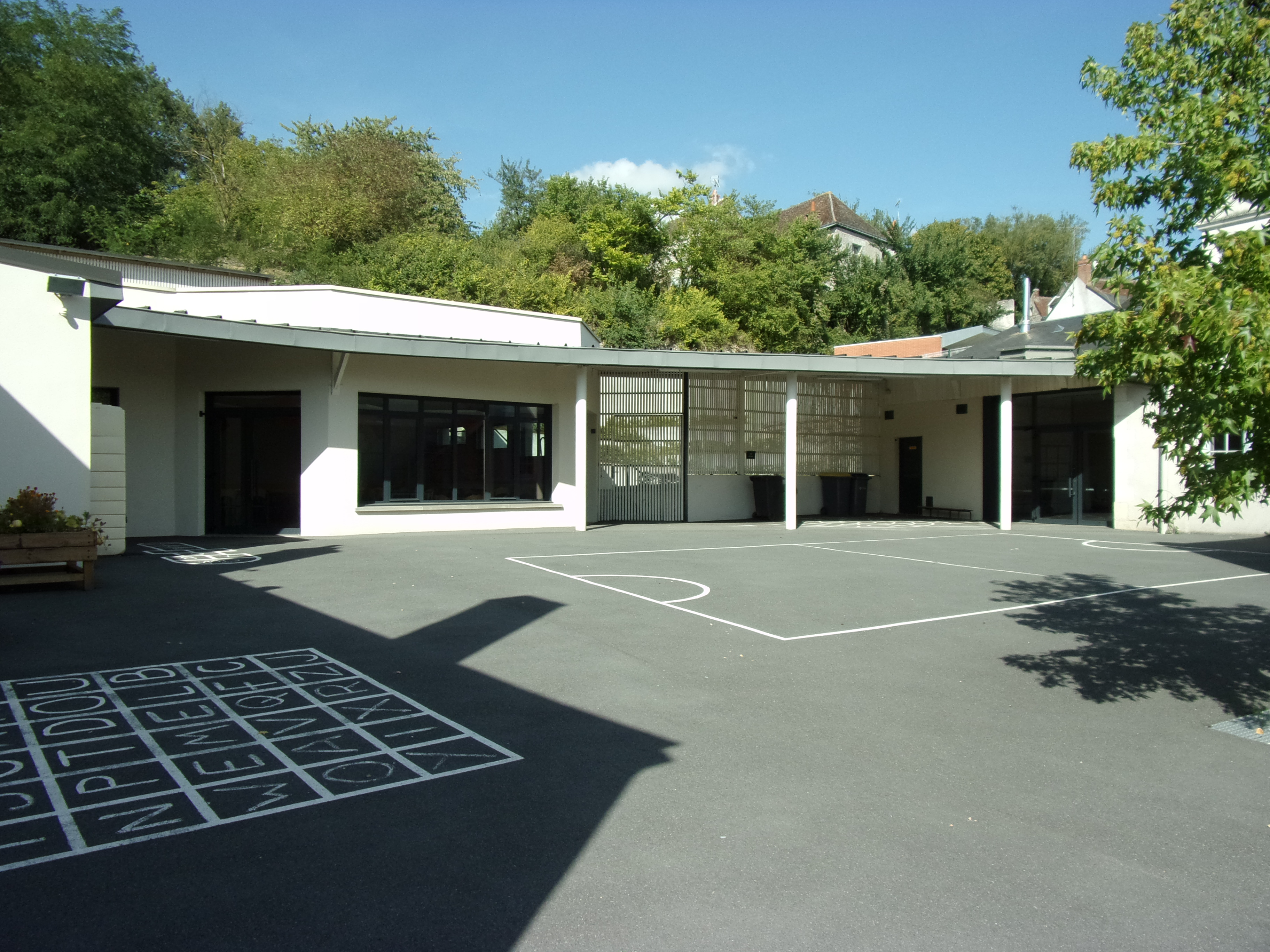
École de Courçay.

Les élèves courciquois (76 enfants à la rentrée 2017) sont scolarisés sur la commune, au niveau de la maternelle comme dans les classes élémentaires. À la rentrée 2017, Courçay fait partie des 80 communes du département qui reprennent un rythme scolaire sur 4 jours.
La carte scolaire établie pour le département d'Indre-et-Loire prévoit la scolarisation des étudiants de Courçay dans le collège de Cormery et le lycée de Loches. Pour faciliter l'acheminement des collégiens et lycéens vers leur établissement respectif, certaines dessertes de Courçay par autocar TER voient leur itinéraire et leur horaire adaptés.

### Vie culturelle et sportive

#### Équipements collectifs

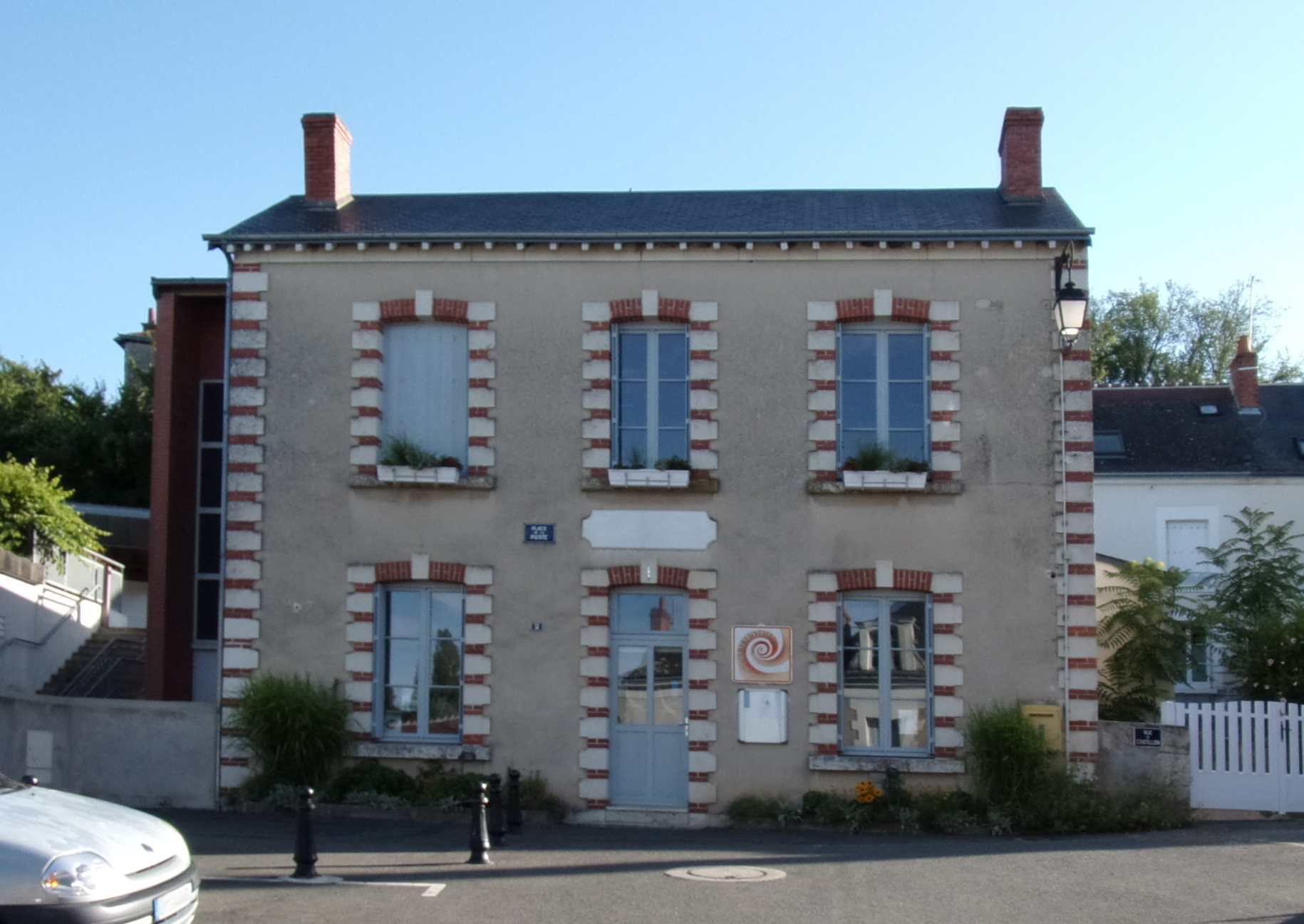
Bibliothèque de Courçay (ancienne poste).

Une bibliothèque rattachée au réseau géré par le Conseil départemental est installée dans les locaux de l'ancien bureau de poste depuis 2005.
Deux salles pourvues des équipements nécessaires à l'accueil du public sont à la disposition des habitants et des associations courciquois, mais également des personnes ou structures extérieures à la commune.
Un terrain multisports comprenant un espace pour la pratique de la pétanque, disposant d'un parking et accessible aux personnes à mobilité réduite est implanté à Courçay.

#### Vie associative
Le site de Courçay recense 8 associations communales, intervenant principalement dans le domaine de la culture et des loisirs, bien que certaines aient une mission sociale.

### Santé et services d'urgence
Aucun médecin généraliste n'est installé à Courçay. Les praticiens les plus proches exercent dans les communes limitrophes de Cormery et Reignac-sur-Indre.
L'hôpital le plus proche est le centre hospitalier régional universitaire de Tours, à Chambray-lès-Tours, distant d'un peu plus de 15 km.

### Médias
Le quotidien régional La Nouvelle République du Centre-Ouest consacre quelques pages de son édition Indre-et-Loire, Touraine Est, à l’actualité du canton de Bléré. La commune de Courçay édite annuellement un bulletin municipal.

### Cultes
Le territoire de la commune dépend de la paroisse Saint-Brice au sein du doyenné de Loches lui-même partie de l'archidiocèse de Tours, au même titre que six autres doyennés. L'église Saint-Urbain de Courçay accueille, en alternance avec d'autres églises de la paroisse, des offices dominicaux.

## Économie

### Revenus et fiscalité
En 2015, le revenu fiscal médian par ménage est de 38 294 €, alors que la moyenne départementale s'établit à 32 011 € et que celle de la France métropolitaine est de 32 409 €. En 2013, le revenu disponible par ménage était de 22 649 € dans la commune contre une moyenne de 20 403 € au niveau départemental.

### Emploi
Les deux tableaux ci-dessous présentent les chiffres-clés de l'emploi à Courçay et leur évolution de 2009 à 2014, :
|                               | Courçay 2009 | Courçay 2014 | Évolution |
| ----------------------------- | ------------ | ------------ | --------- |
| Population de 15 à 64 ans     | 561          | 566          | + 0,9 %   |
| Actifs (en %)                 | 78,1         | 79,4         | + 1,7 %   |
| dont :                        |              |              |           |
| Actifs ayant un emploi (en %) | 72,6         | 71,0         | - 2,1 %   |
| Chômeurs (en %)               | 5,6          | 8,4          | + 50,0 %  |

|                                      | Courçay 2009 | Courçay 2014 | Évolution |
| ------------------------------------ | ------------ | ------------ | --------- |
| Nombre d'emplois dans la zone        | 92           | 90           | - 2,1 %   |
| Indicateur de concentration d'emploi | 22,4         | 22,1         | - 1,3 %   |

Les indicateurs de l'Insee montrent une évolution faible de la structure de la population active, même si le taux d'emploi de cette population tend à se dégrader. Le chômage, au sens de l'Insee, augmente, pour sa part, très fortement. Le nombre d'emplois proposés dans la zone, réduit par rapport au nombre d'actifs, se traduit par un indicateur de concentration d'emploi très faible et, de fait, seuls 13,5 % des Courciquois ayant un emploi travaillent dans la commune.

### Tissu économique
Le tableau ci-dessous détaille le nombre d'entreprises implantées en 2015 à Courçay selon leur secteur d'activité et le nombre de leurs salariés, :
| Ensemble                                                     | 68 | 100  | 50 | 18 | 0 |
| Agriculture, sylviculture et pêche                           | 12 | 17,6 | 5  | 7  | 0 |
| Industrie                                                    | 4  | 5,9  | 4  | 0  | 0 |
| Construction                                                 | 9  | 13,2 | 6  | 3  | 0 |
| Commerce, transports, services divers                        | 38 | 55,9 | 32 | 6  | 0 |
| dont commerce et réparation automobile                       | 9  | 13,2 | 9  | 0  | 0 |
| Administration publique, enseignement, santé, action sociale | 5  | 7,4  | 3  | 2  | 0 |
| Champ : ensemble des activités.                              |    |      |    |    |   |

Cinq nouvelles entreprises sont créées en 2015 (construction, commerce et service aux entreprises).
Toutes les entreprises implantées sur le territoire courciquois sont de taille modeste, aucune d'entre elles d'employant plus de 9 salariés.
Si, en nombre d'entreprises, l'économie de Courçay est partagée en parts à peu près égales entre la « sphère productive » et la « sphère présentielle », cette dernière concentre près des deux tiers des salariés travaillant sur la commune.

#### Agriculture
Le tableau ci-dessous présente les principales caractéristiques des exploitations agricoles de Courçay, observées sur une période de 22 ans,.
|                                            | 1988  | 2000  | 2010  |
| ------------------------------------------ | ----- | ----- | ----- |
| Nombre d’exploitations                     | 28    | 18    | 17    |
| Équivalent Unité de travail annuel         | 44    | 29    | 41    |
| Surface agricole utile (SAU) (ha)          | 1 609 | 1 736 | 1 959 |
| Cheptel (nombre de têtes)                  | 39    | 4     | 0     |
| Terres labourables (ha)                    | 1 575 | 1 665 | 1 954 |
| Superficie moyenne d’une exploitation (ha) | 54,5  | 94,4  | 115,2 |

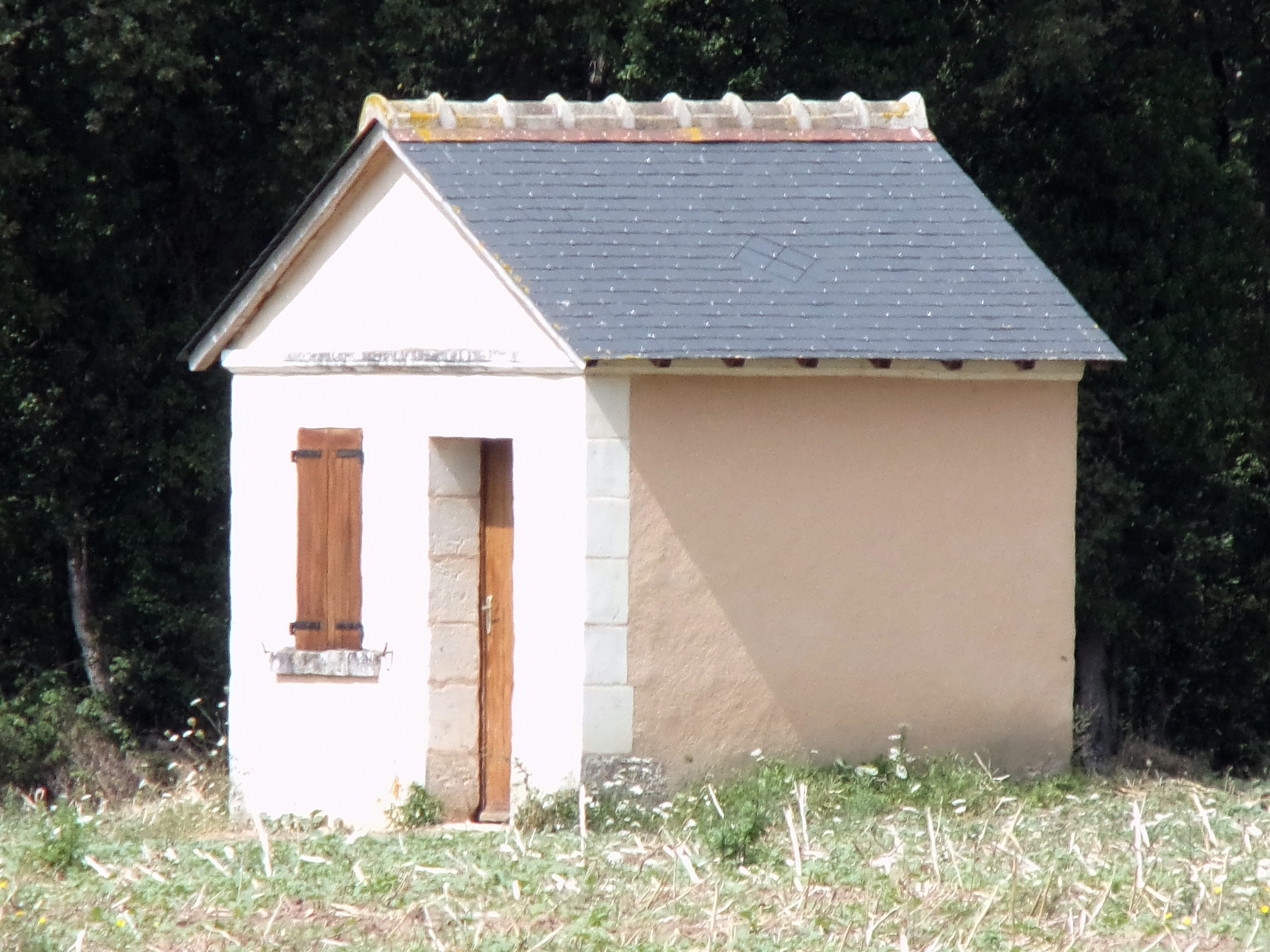
Loge de vigne restaurée.

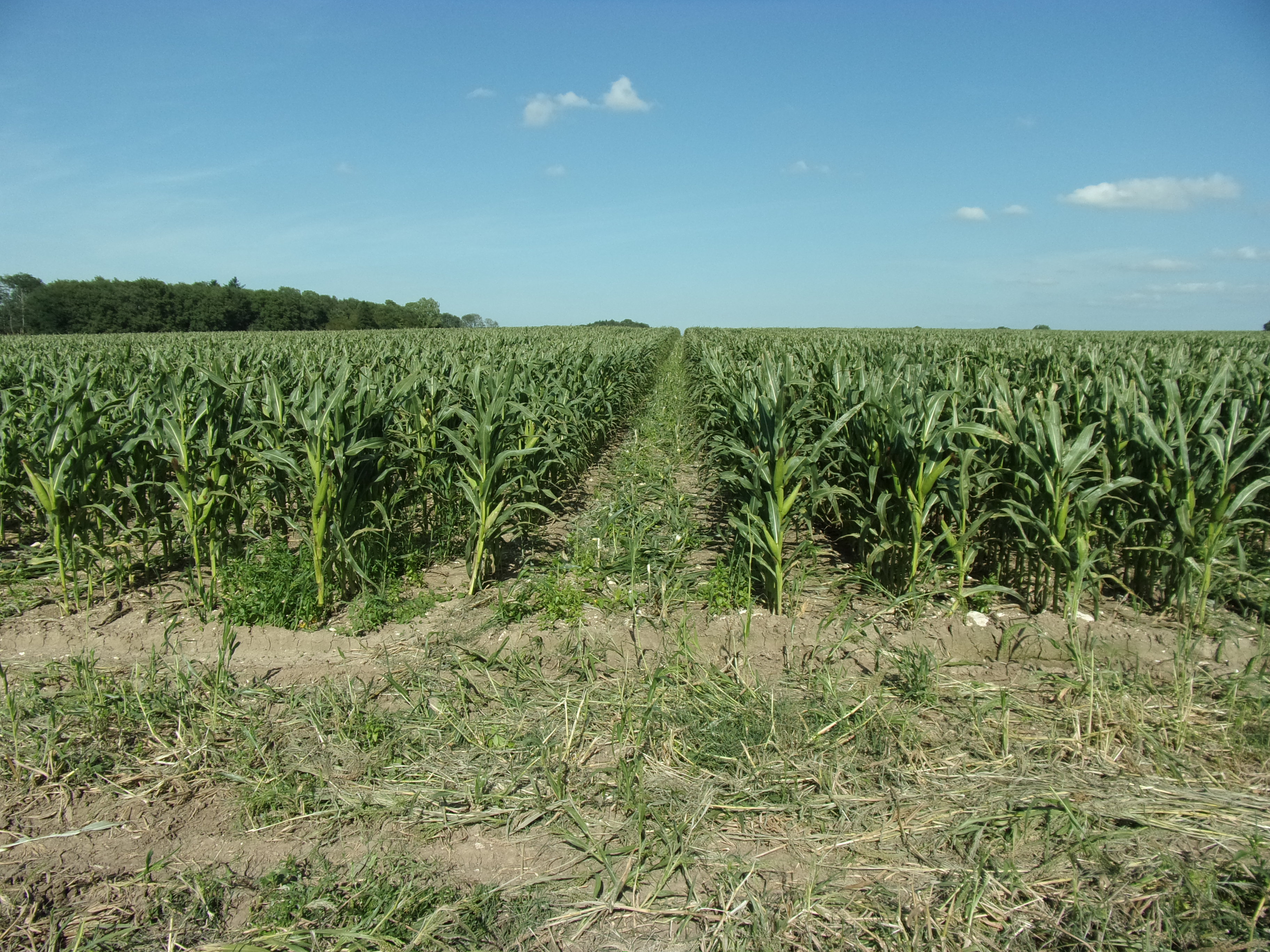
Champ de maïs semence.

Sur la période considérée, le nombre d'exploitations a diminué de 40 % — alors que la surface agricole utile augmente —, au prix d'un accroissement important de leur superficie moyenne. L'élevage a totalement disparu comme, avant lui, la vigne victime de la crise du phylloxéra dans les années 1880 — seules subsistent quelques loges de vigne. Les terres labourables occupent d'ailleurs la presque totalité de la SAU, consacrant la disparition des cultures pérennes. Le nombre d'emplois proposés, après une baisse en 2000, a fortement remonté. Il s'agit d'un phénomène principalement lié à la multiplication des contrats courts saisonniers dédiés à la castration manuelle du maïs destiné à la production de semences, culture qui occupe chaque année plusieurs dizaines d'hectares sur la commune,.

#### Industrie, économie et services
Depuis la fermeture de l'agence postale de Courçay, un relais-poste est installé chez un commerçant (boulangerie) ; la commune propose les services de deux restaurants. Les Courciquois bénéficient, dans la commune voisine de Cormery, d'une offre de services plus étendue et diversifiée, notamment dans le domaine des commerces alimentaires.
L'artisanat est principalement lié au secteur du bâtiment (électricité, charpente-couverture, menuiserie). Le domaine des services à la personne (avec par exemple cinq assistantes maternelles) ou aux entreprises est également représenté.

#### Tourisme
La commune n'abrite aucun hôtel ni camping. Plusieurs gîtes et chambres d'hôte sont en mesure d'assurer l'hébergement collectif des visiteurs de passage.

## Culture locale et patrimoine

### Lieux et monuments

#### Église Saint-Urbain

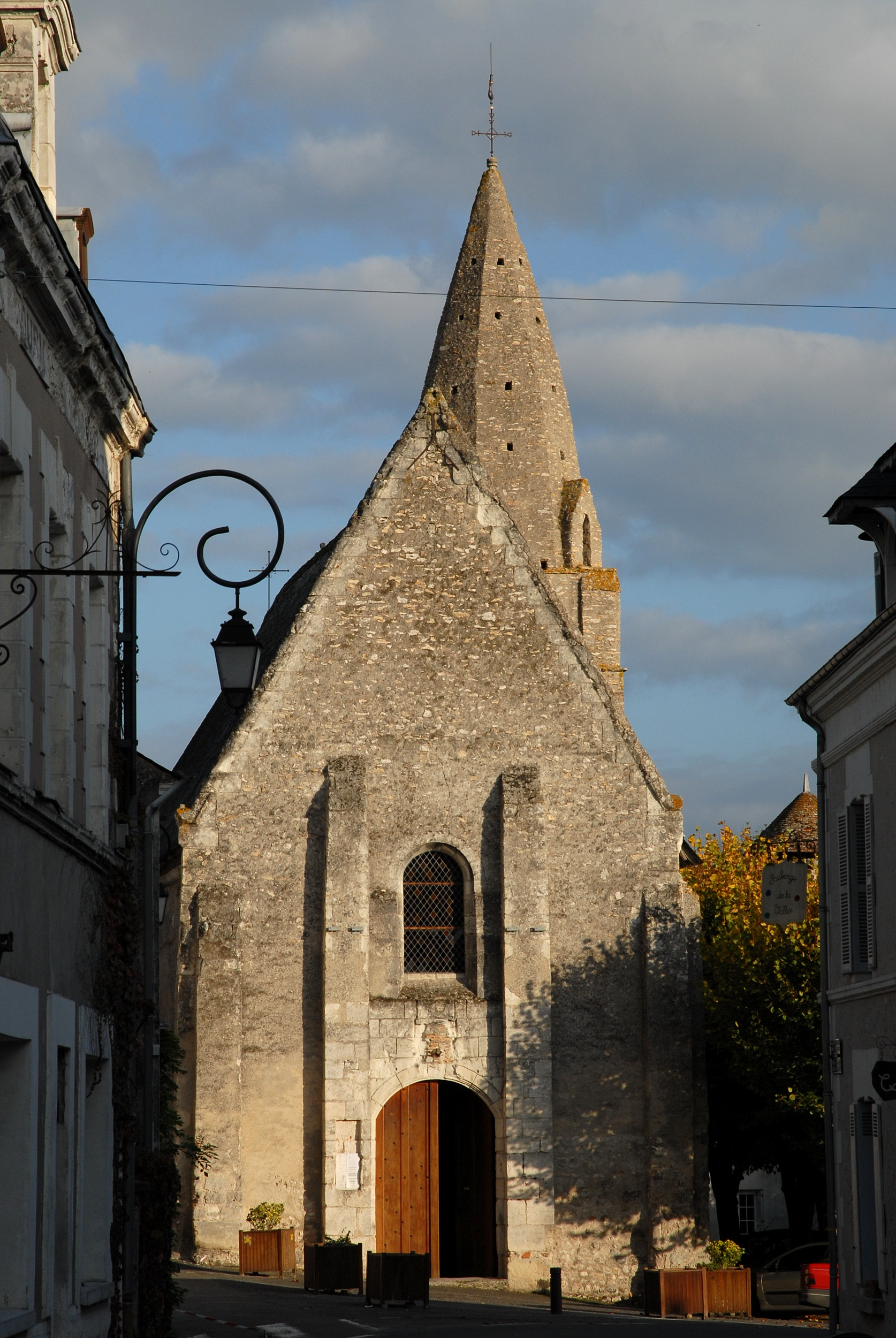
Façade de l'église Saint-Urbain.

L'existence d'édifices religieux remonte au IXe siècle avec une « chapelle », mentionnée dans un acte de Charles le Chauve de 862 alors qu'il est question d'une « église » dans un acte de Charles le Simple en 919. L'église, dédiée à saint Urbain, est de style roman. Elle est inscrite au titre des monuments historiques depuis le 4 mai 1944.
Le clocher latéral, du XIe siècle, sur base carrée, intégralement construit en petits moellons apparents, comporte un beffroi de deux étages de baies en plein cintre en retraits successifs par rapport à la base de la tour. Une flèche octogonale en forme de mitre complète l'ensemble. Les parois du clocher sont munies de puissants contreforts plaqués.
La nef, du XIIe siècle, est remaniée au XVe siècle lorsque les murs en sont surélevés. Il n'y a pas de transept. Le chevet de deux courtes travées est pourvu extérieurement d'une corniche décorée de modillons dont les décors mêlent des ornements végétaux et des têtes profanes. L'abside est intérieurement voûtée en cul-de-four.
Une ancienne cloche fêlée du XVIe siècle et deux statues en bois polychrome du XIVe siècle représentant le Christ en Croix et la Vierge à l'Enfant sont inscrites au titre des objets protégés par le ministère de la Culture. Dans l'église est également exposée une cuve baptismale en pierre du XIIe siècle. Les vitraux, modernes, proviennent pour certains des ateliers Lobin de Tours.

#### Moulins

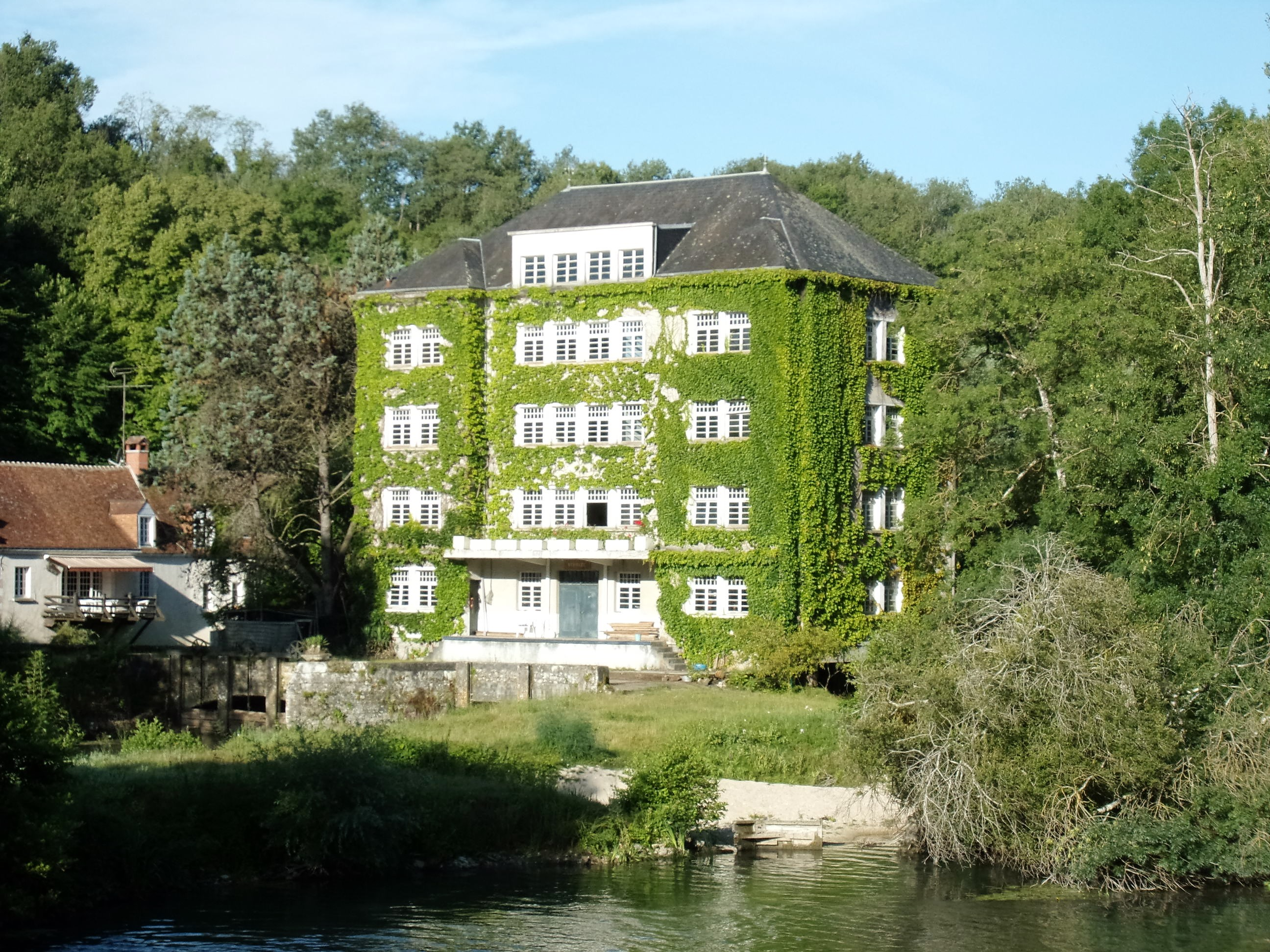
Ancien moulin du bourg.

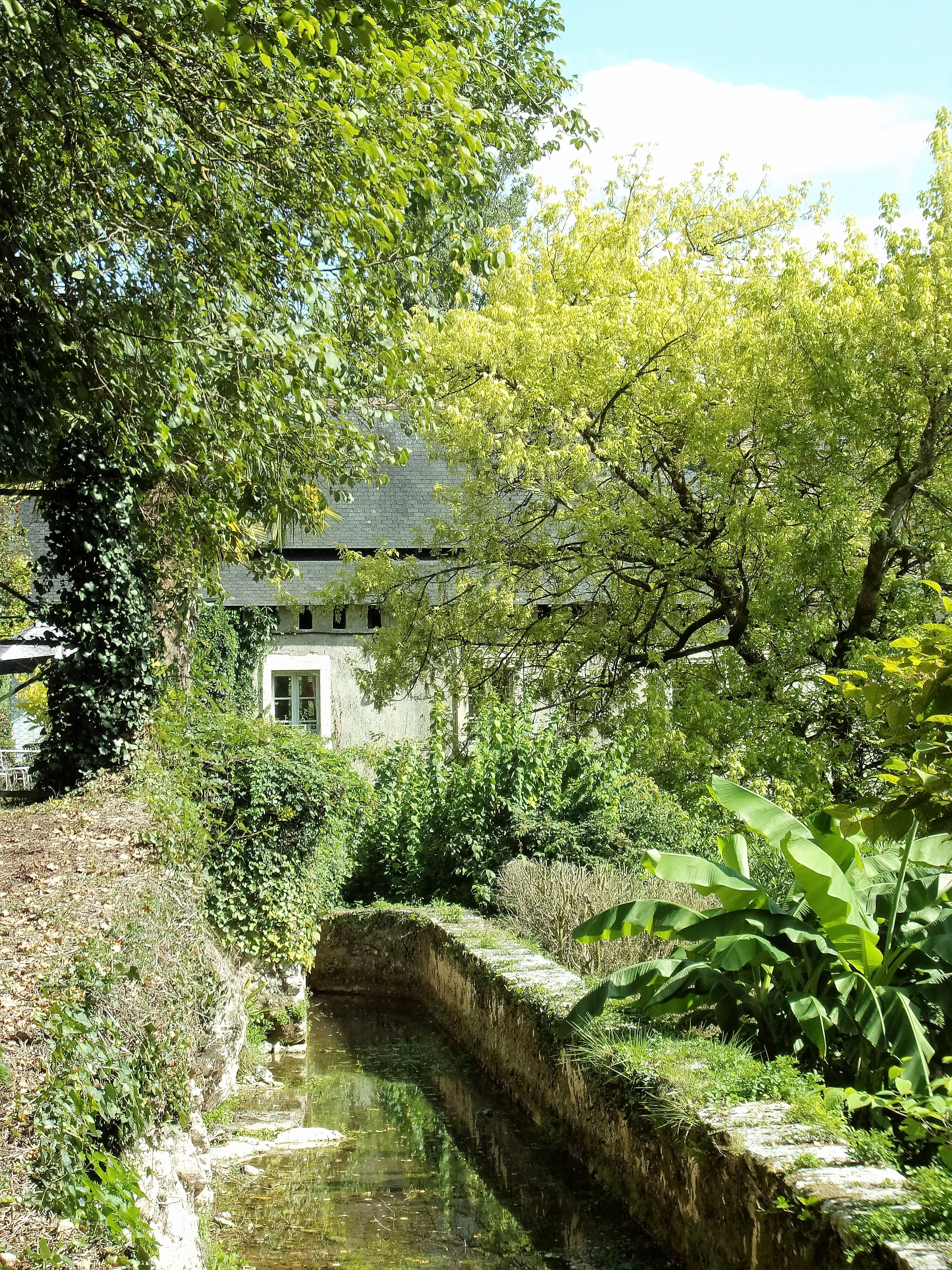
Moulin de la Doué et bief.

Au moins trois moulins ont existé à Courçay, sur l'Indre ou sur des ruisseaux affluents.
Ceux de la Doué et de la Thibaudière servent d'abord de moulins à farine puis sont transformés en moulins à papier dans la dernière partie du XVe siècle, la demande de papier allant croissant et la nature des eaux des sources issues du coteau se prêtant bien à cette industrie. Le moulin de la Doué est même, en 1493, une reconstruction complète de l'ancien moulin à farine, ruiné. Bien qu'il soit très restauré, la série d'ouvertures sous le toit qui permettait l'aération des séchoirs à papier dans les combles reste visible, de même que le bief canalisant les eaux de la source en aval du moulin. La production de papier de ces deux moulins de petite taille est essentiellement destinée au marché local, Cormery et Loches. Appartenant à la collégiale Saint-Martin de Tours, ils sont vendus comme biens nationaux en 1791. En 1795, le nouveau propriétaire du moulin de la Doué, qui manque de matière première, demande l'autorisation de s'approvisionner en chiffons sur une large partie du département. Le moulin de la Thibaudière connaît ensuite un retour à son activité première, la minoterie, mais sur la carte d'État-Major de Courçay (1820-1866), il figure toujours, comme le moulin de la Doué, sous le nom de « papetterie ». Ces deux moulins cessent totalement de fonctionner à la fin du XIXe siècle.
Le moulin du bourg, appelé « moulin Gorron » à partir du XVIIIe siècle, est mentionné en 1338 ; installé sur l'Indre, il a toujours servi de moulin à farine. Il est reconstruit dans les années 1930 pour devenir le bâtiment qui perdure au XXIe siècle, bien que désaffecté et transformé en entrepôt.

#### Châteaux, maisons et manoirs
Le logis de Châtillon est un édifice du XVe siècle mais très remanié par l'ajout d'autres corps de bâtiments, situé sur le rebord du coteau surplombant le bourg au nord ; un mur conserve pourtant son parement en damier alterné de pierres et briques. Il fut la propriété de Gilles Descartes, maire de Tours en 1522.
Le manoir de Chemallé (ou Chémalé), dont le nom est attesté au IXe siècle, se compose d'un logis principal et de dépendances entourant une cour fermée à laquelle on accède par un porche en arc brisé. Ce porche supportait un pigeonnier abattu. Le logis principal se caractérise par sa charpente en carène de navire. Dans le jardin se trouve l'entrée d'un souterrain-refuge.
La Grande Couture est, dès le XIe siècle, un fief rattaché au château de Loches. Située au sud du plateau de Courçay, elle comporte un logis principal du XVIe siècle très modifié (condamnation de portes et de baies). Deux tours subsistent, l'une à l'angle-sud-ouest de ce logis, l'autre à l'est des communs, contre l'ancienne chapelle,. La façade sud du logis principal est ornée d'un cadran solaire daté de 1627.
Le manoir de la Petite Couture se situe non loin du logis de Châtillon. Il formait, au Moyen Âge, un seul fief avec le domaine de la Grande Couture. Le manoir actuel, peut-être du XVIIe siècle, conserve une tourelle à escalier attenante, au sud, au logis principal.
La villa des Petits Prés, maison néo-normande bâtie sur les bords de l'Indre au début du XXe siècle, se caractérise par l'intégration de matériaux modernes dans une construction à colombages. À proximité se trouve un château d'eau de même style, aux allures de pigeonnier. Elle a appartenu à une famille de commerçants tourangeaux célèbres dans la première moitié du XXe siècle.

Monuments et sites de Courçay
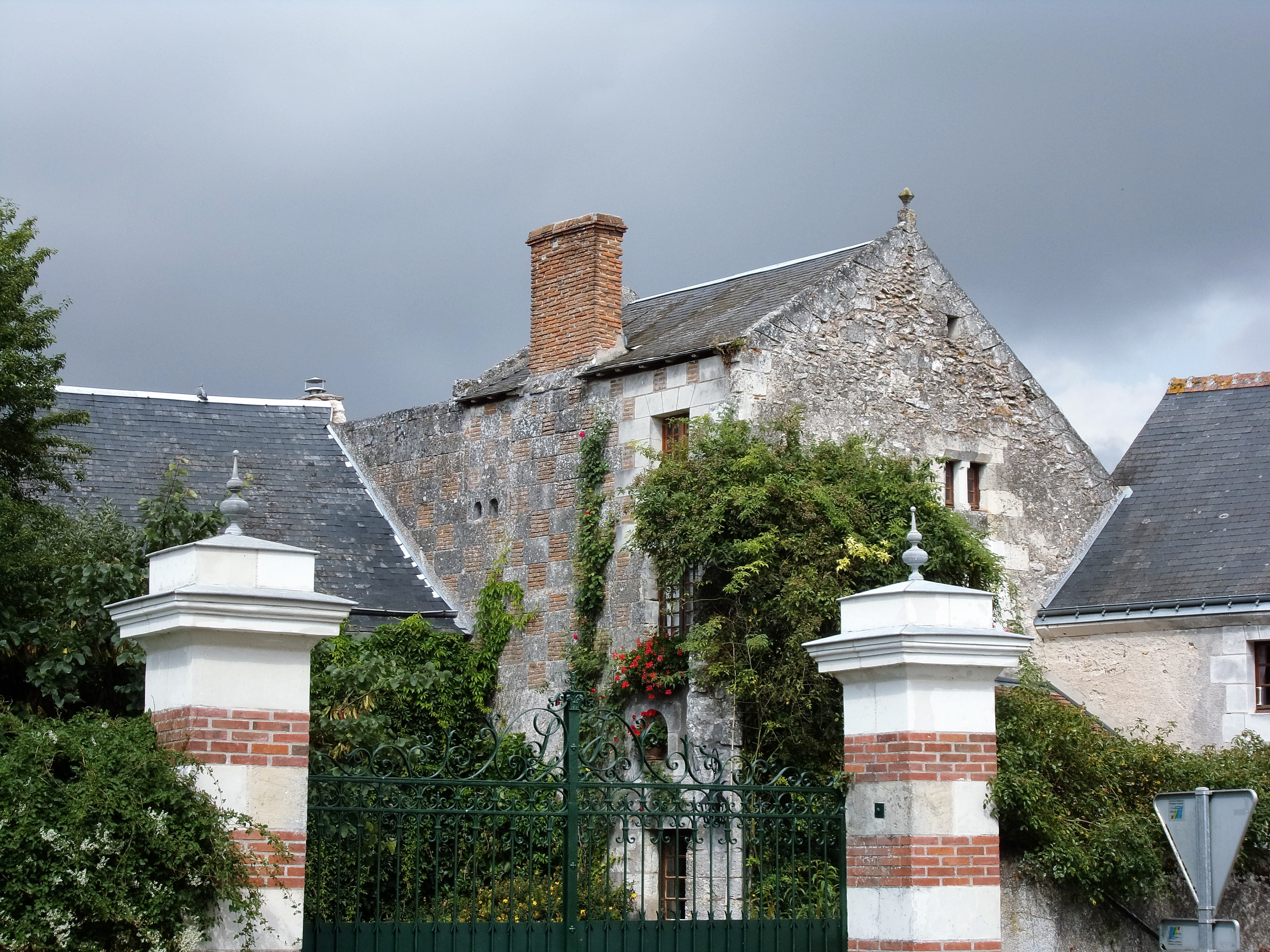
Logis de Châtillon.
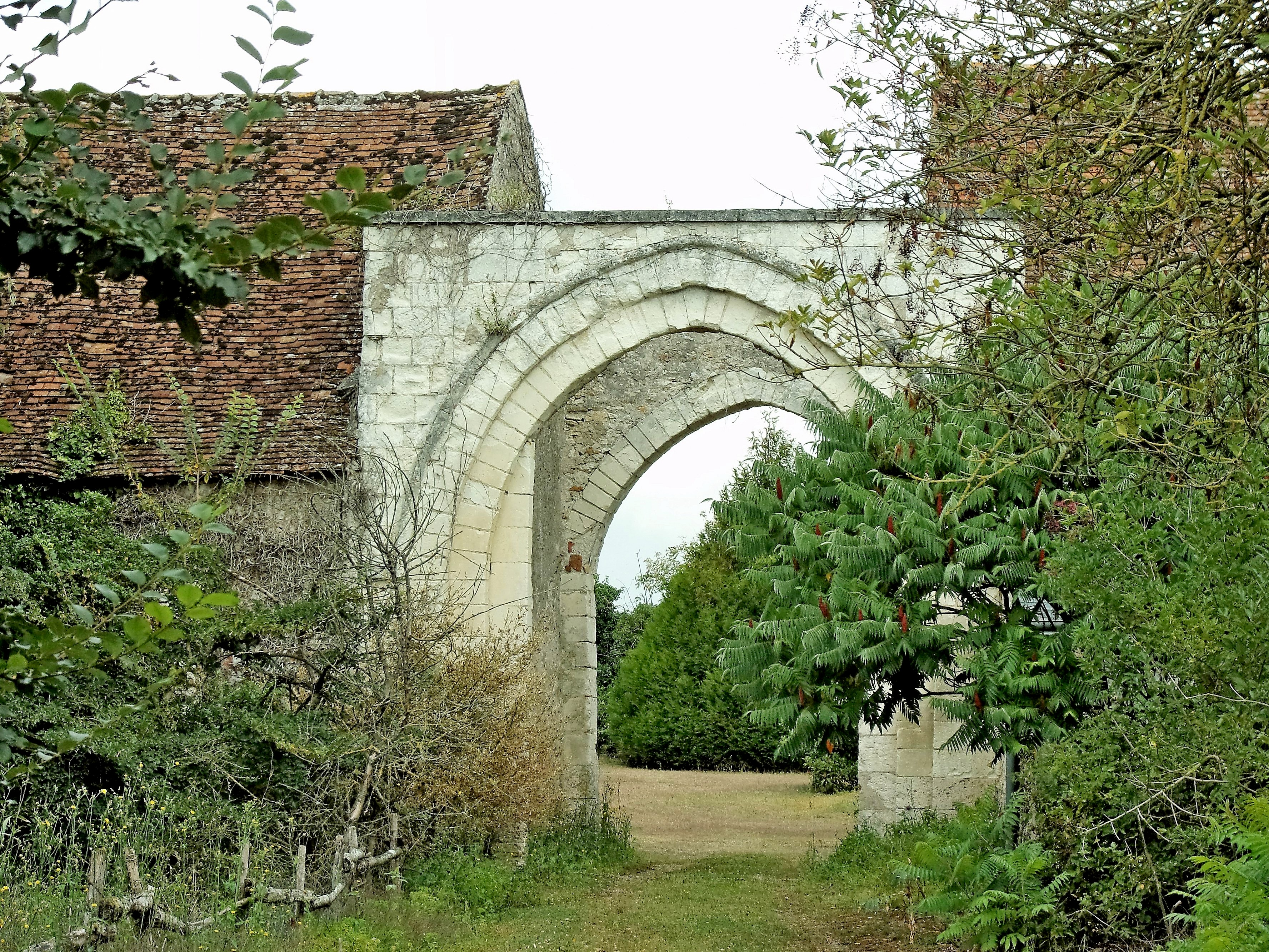
Vestiges du pigeonnier de Chemallé.
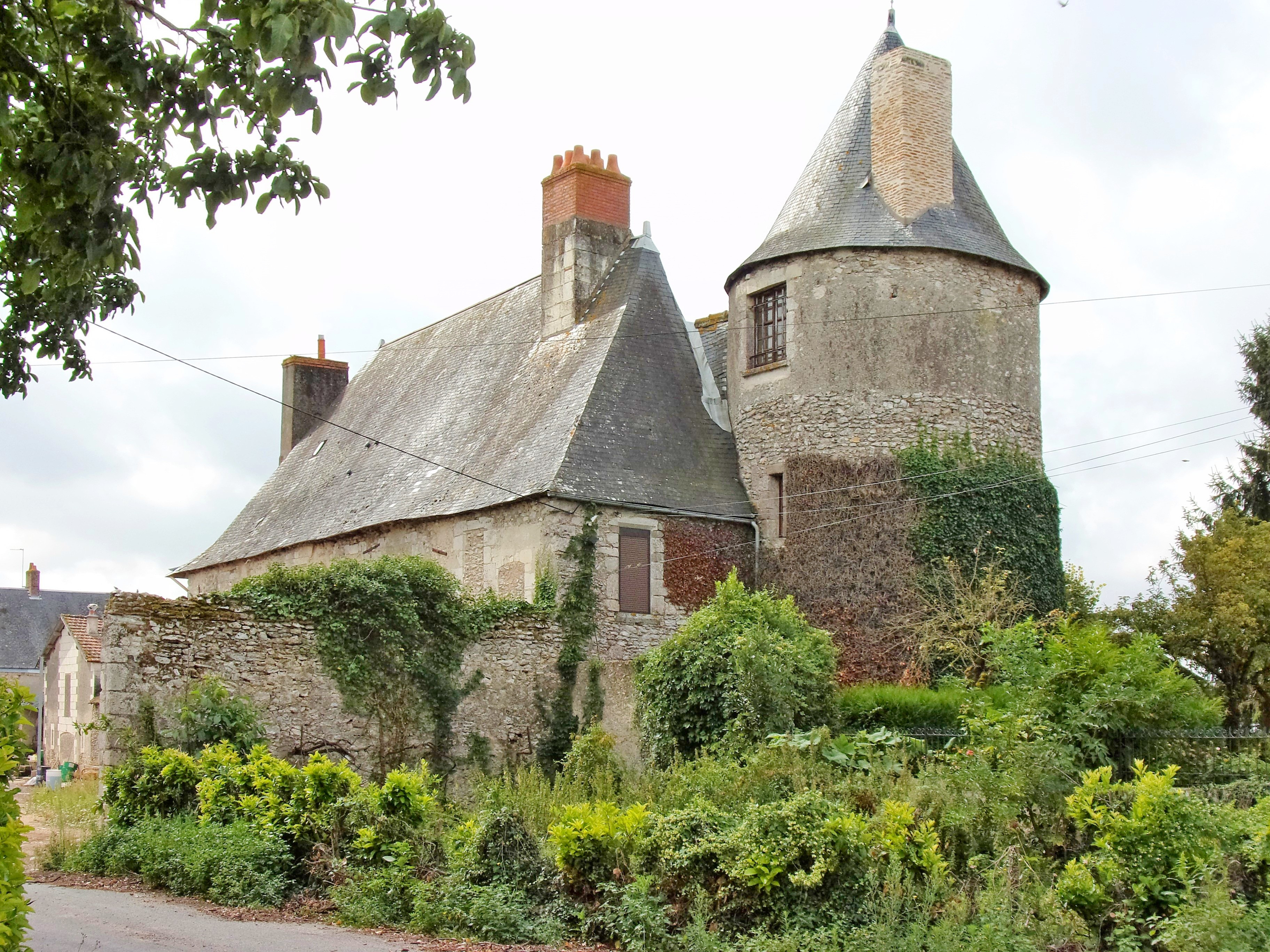
Manoir de la Grande Couture.
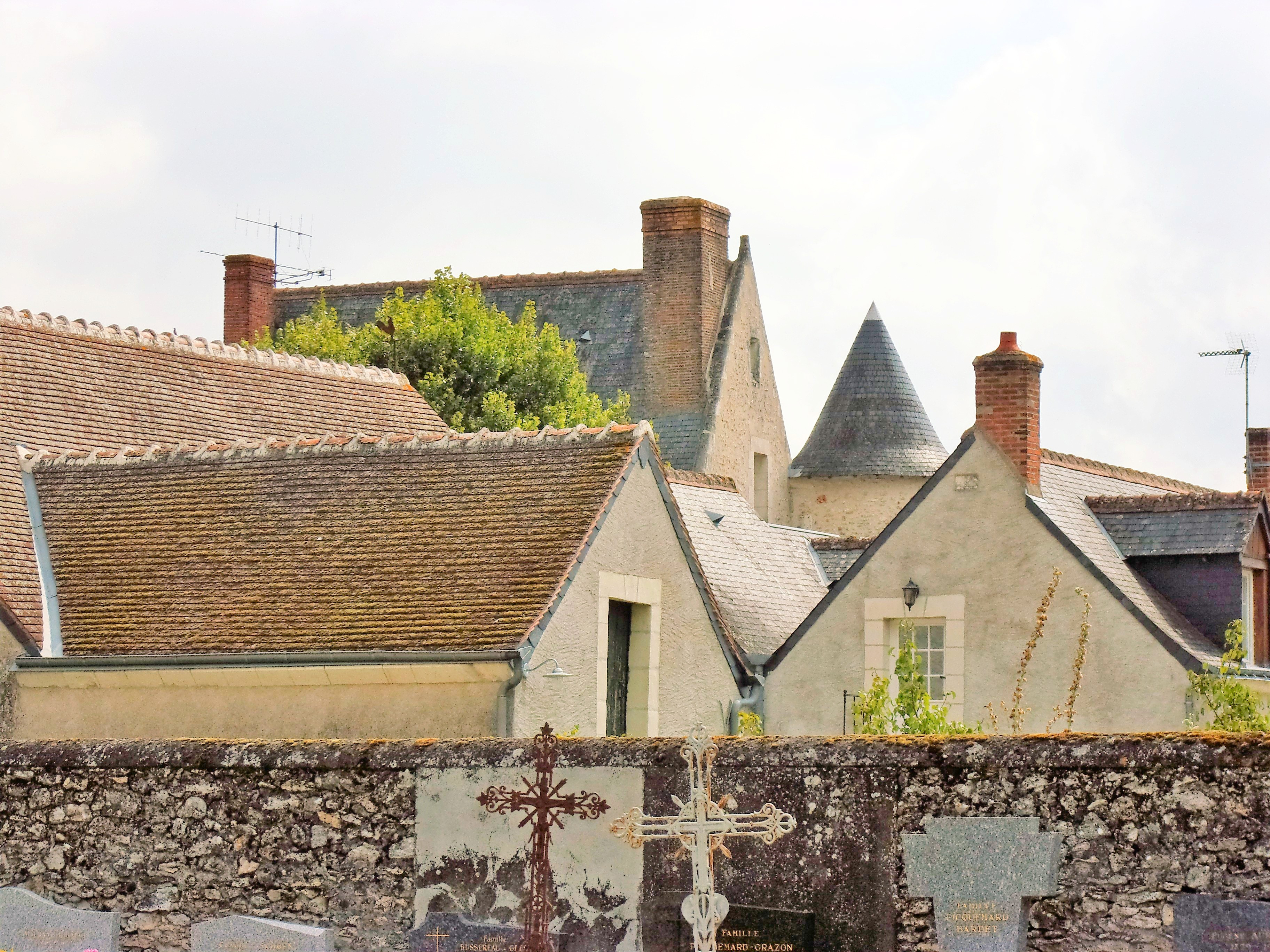
Toits du manoir de la Petite Couture.
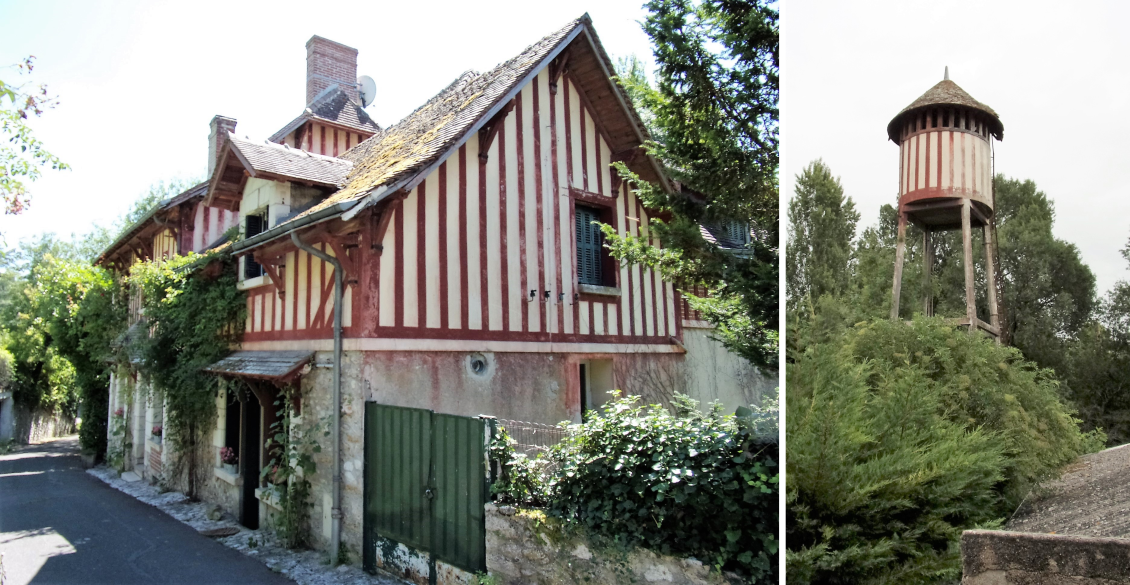
Maison de style néo-normand et son château d'eau.

### Patrimoine naturel

#### Sites naturels protégés

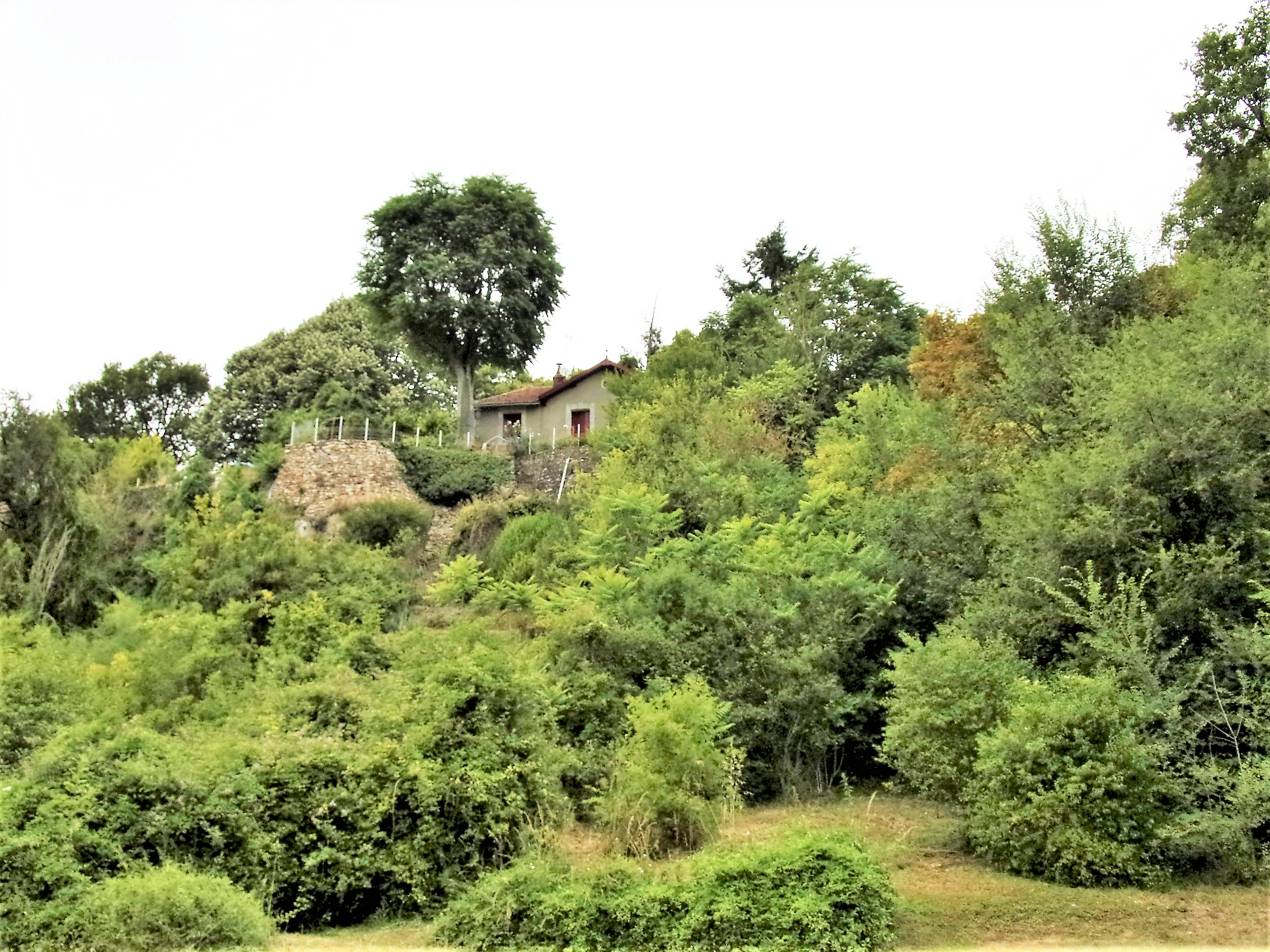
Bords du sentier de la Doué en 2017, à proximité de Courçay.

Deux sites de Courçay sont inscrits depuis 1942 dans le cadre de la loi du 2 mai 1930 : le « sentier de la Doué » et « l'église de Courçay, place, l'Indre et ses rives boisées, pont, moulin ».
Le village a acquis une certaine notoriété au début du XXe siècle en tant que petite station de tourisme, notamment pour le pittoresque site des « rochers de Courçay », qui lui a permis d'être regardé comme une « petite Suisse tourangelle » ; ces deux dénominations semblent peu à peu entrer dans les usages à la même époque, en même temps que se démocratisent vélos, mais surtout automobiles permettant d'accéder facilement à Courçay,. Les rochers de Courçay sont utilisés comme site d'escalade jusque dans les années 1960. Depuis le milieu des années 1970, la multiplication des constructions en bordure du sentier de la Doué et la disparition du pastoralisme ont fait disparaître presque tous les espaces naturels de ce secteur. Les pentes des rochers de Courçay accueillaient en grand nombre « les buis aux feuilles vernies » évoqués par Maurice Bedel et remarqués par les botanistes au début du XXe siècle. Cet arbuste est fortement menacé depuis 2014 à la suite de l'invasion de la Pyrale du buis en Indre-et-Loire. Les sources karstiques aux pieds des rochers, mieux préservées, abritent une faune et une flore spécifiques dont la mousse Neckera crispa ou le Gastéropode Bythinella sp..

#### ZNIEFF et site du réseau Natura 2000
La Zone naturelle d'intérêt écologique, faunistique et floristique (ZNIEFF) de type I dite des « Pelouses des Champeignes et des Fosses Blanches » concerne le nord du territoire de Courçay et le sud de celui d'Athée-sur-Cher. Les landes à genévrier et les pelouses sèches calcicoles abritent plusieurs espèces botaniques protégées dont Arenaria grandiflora. Certaines activités agricoles (usage de pesticides et d'engrais) ainsi que le risque de fermeture sont des facteurs de fragilisation de cet écosystème.
La commune de Courçay est intégrée depuis 2006, pour toute la partie de son territoire située au sud-ouest de la D 943, au réseau Natura 2000. La zone de protection spéciale (ZPS) ainsi constituée, dite « site Natura 2000 Champeigne », vise à la préservation des espèces d'oiseaux rencontrées dans son périmètre, dont l'Outarde canepetière, grâce à des mesures agroenvironnementales appropriées imposées aux parcelles de culture concernées en application de la directive oiseaux du 30 novembre 2009 édictée par l'Union européenne.

Patrimoine naturel de Courçay.
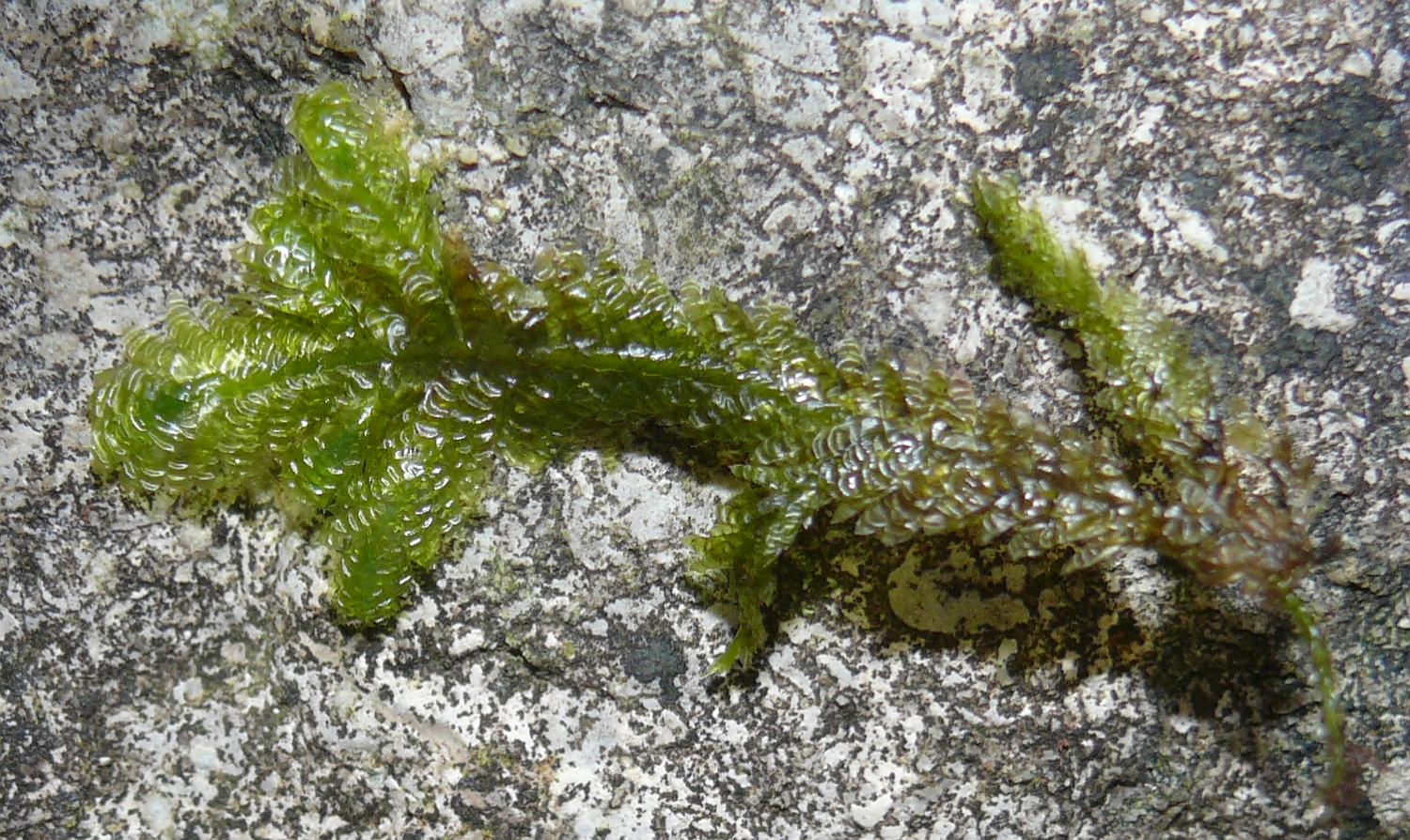
Neckera crispa.
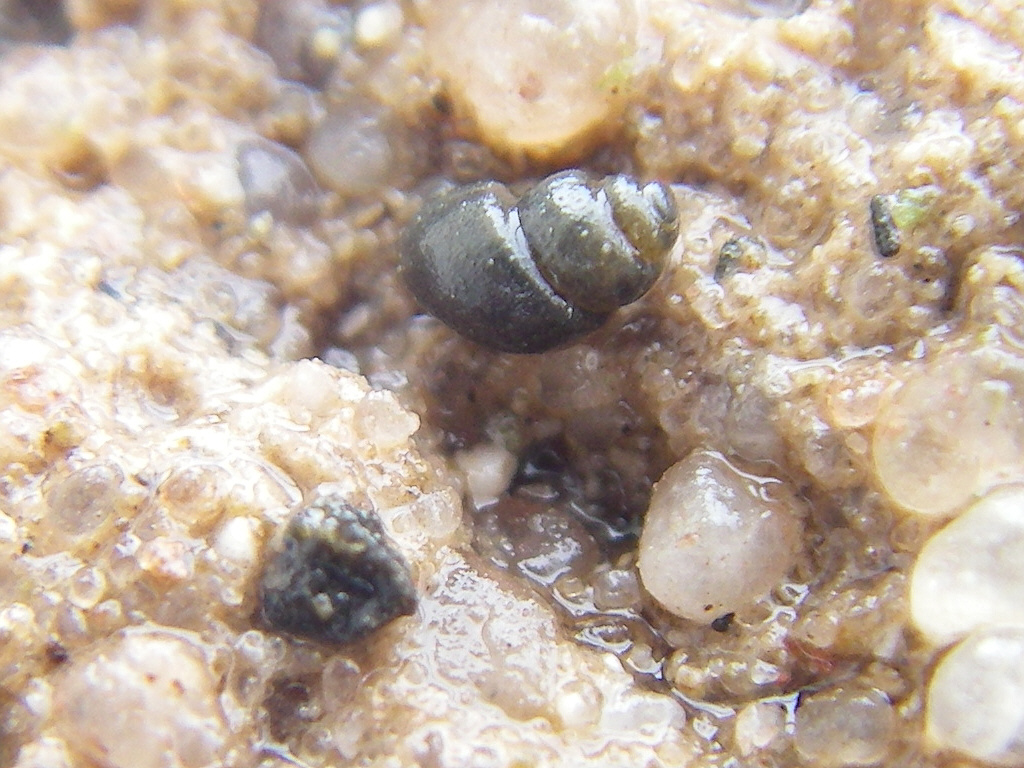
Bythinella sp.
ZNIEFF et site Natura 2000.
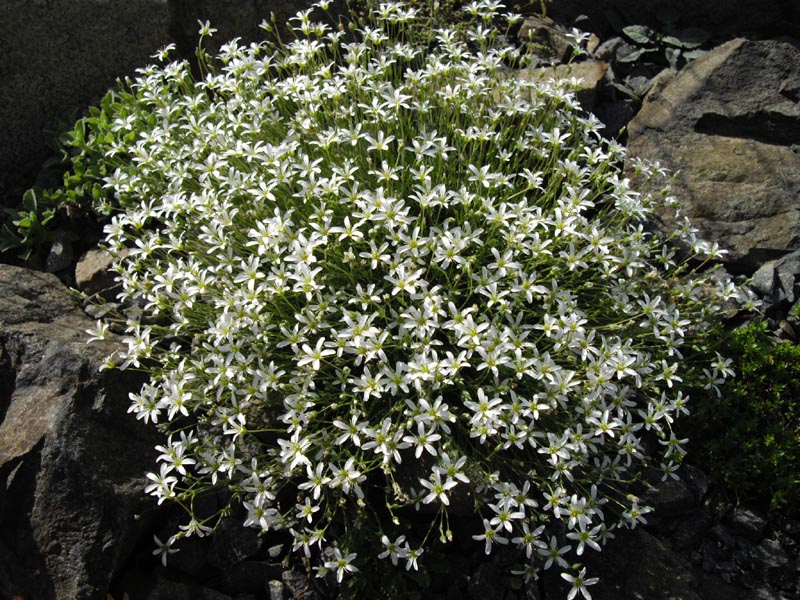
Arenaria grandiflora.
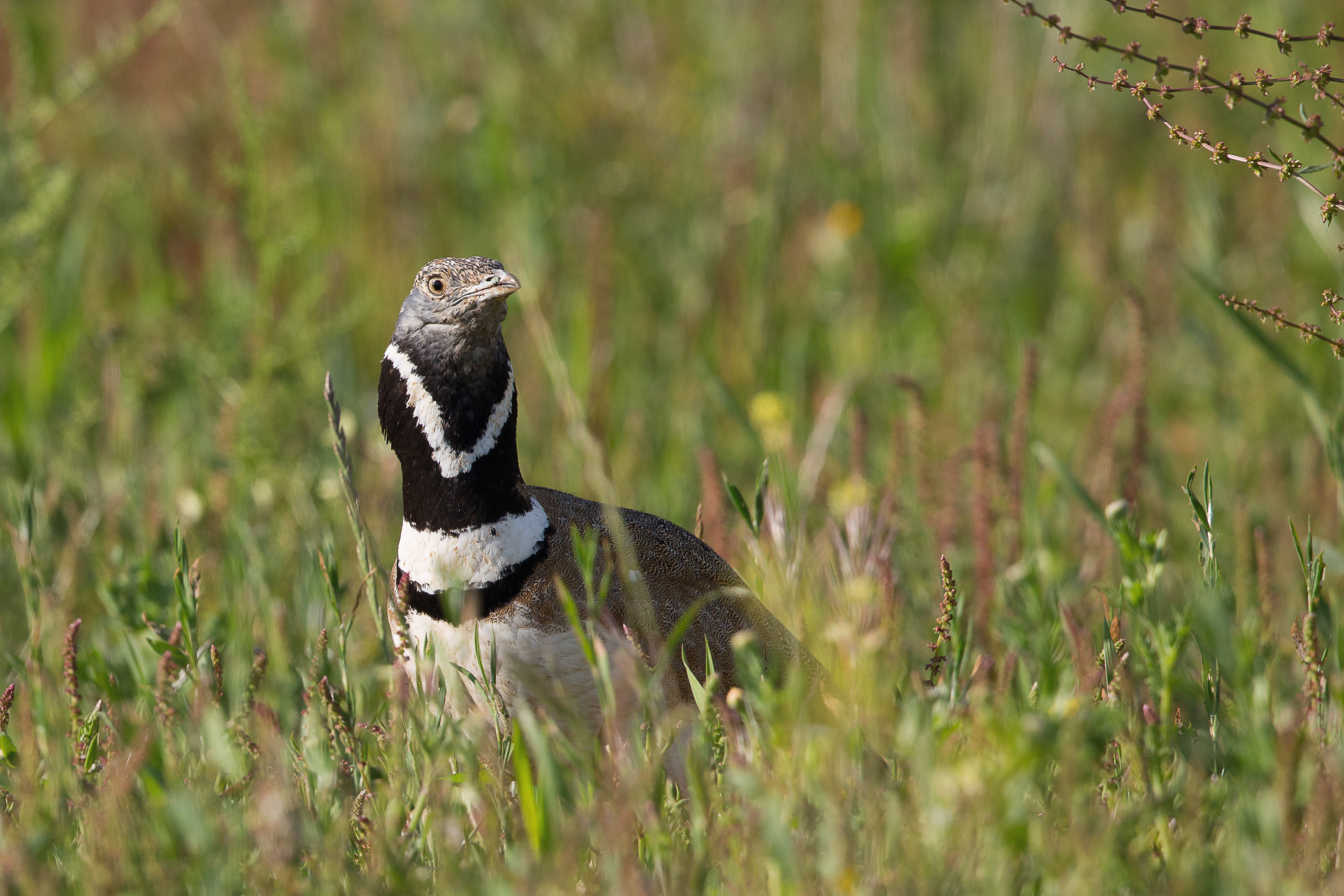
Outarde canepetière.

### Patrimoine gastronomique
Courçay se trouve dans l'aire de production du fromage Sainte-maure-de-touraine, appellation d'origine protégée au plan européen et appellation d'origine contrôlée au niveau national. Bœufs du Maine, rillettes de Tours et 120 types de vins tranquilles ou effervescents bénéficient d'une indication géographique protégée s'ils sont produits sur le territoire communal.

### Personnalités liées à la commune
Jean Grillon (1875-1924) député puis préfet, est mort à Courçay au moulin de la Doué, l'une de ses propriétés ; il est inhumé dans le cimetière communal.
Albert Dieudonné (1889-1976), acteur — il fut « le » Napoléon d'Abel Gance —, est mort à Boulogne-Billancourt mais il est enterré à Courçay où il habita successivement la Petite Couture, puis une maison voisine, sa carrière terminée. La rue de Courçay où il habita en dernier lieu est dénommée « rue Napoléon ». Il y est enterré à sa demande vêtu d'une redingote grise et d'un bicorne.

Personnalités liées à Courçay
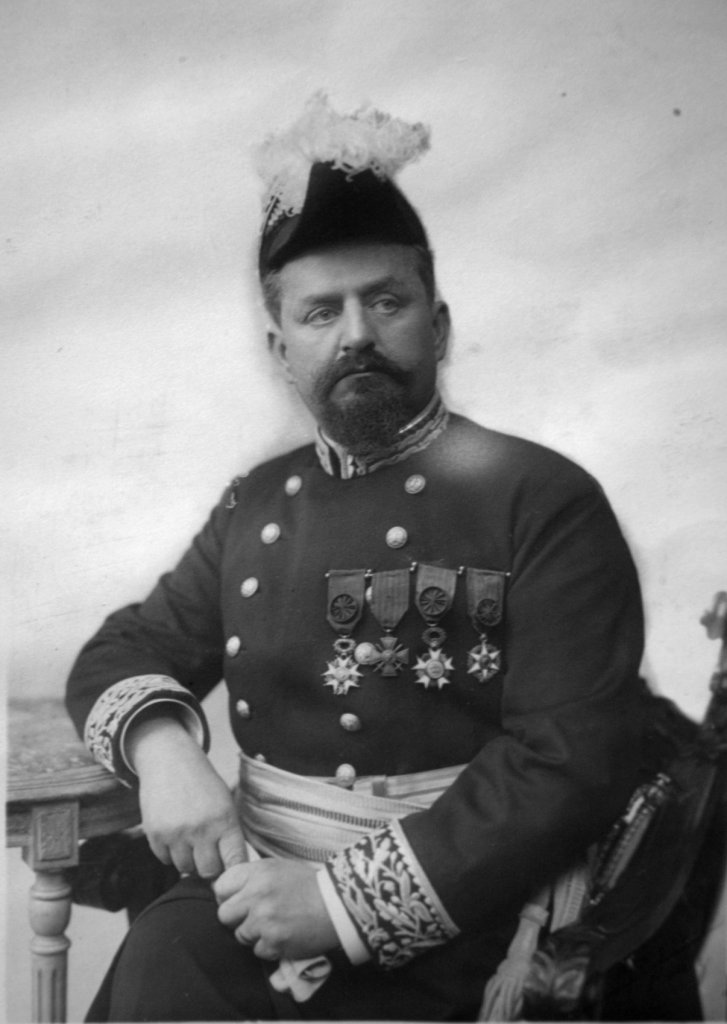
Jean Grillon.
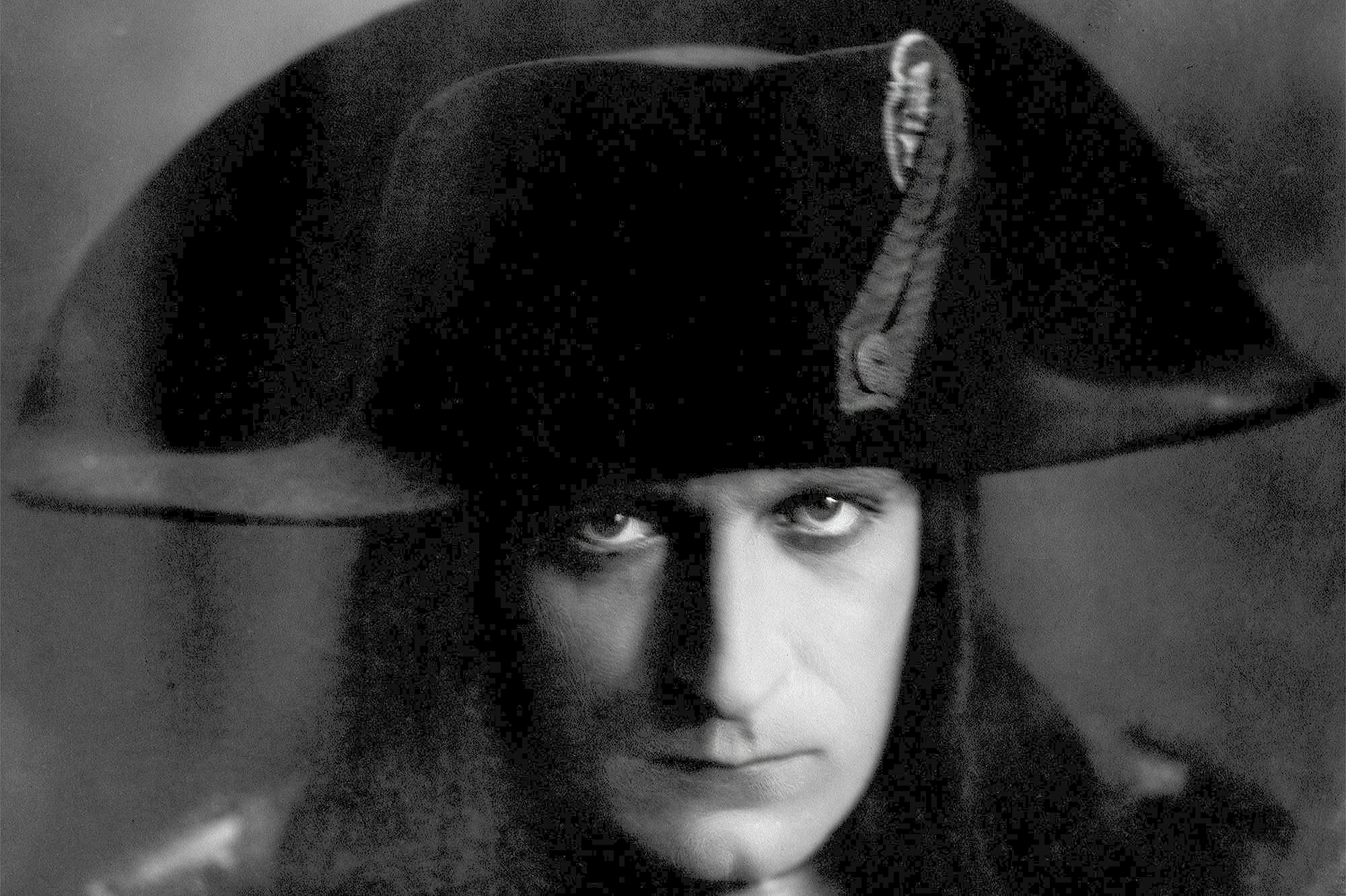
Albert Dieudonné dans le rôle de Napoléon Ier.

### Héraldique
| Blason de Courçay | Les armes de Courçay se blasonnent ainsi : D'argent au chevron d'azur accompagné de trois croisettes anillées du même, au chef fascé d'argent et de gueules de huit pièces chargé d'un bâton pastoral d'azur brochant. Les trois croisettes symbolisent les trois moulins de Courçay (le bourg, la Doué et la Thibaudière). |